# ORP Orzeł (1938)
ORP Orzeł – polski torpedowy okręt podwodny, pierwsza jednostka typu Orzeł, zwodowany 15 stycznia 1938 roku w holenderskiej stoczni De Schelde we Vlissingen.
Projekt okrętu został opracowany przy współudziale specjalistów polskiej Marynarki Wojennej, z wykorzystaniem niektórych rozwiązań konstrukcyjnych holenderskiej jednostki Hr.Ms. O 16. Okręt o długości całkowitej 84 metry i wyporności w zanurzeniu 1473 ton. Zanurzenie konstrukcyjne jednostki wynosiło 80 metrów, w praktyce jednak „Orzeł” zdolny był do bezpiecznego zanurzania na głębokość co najmniej 100 metrów. Konstrukcja oraz konwencjonalny układ napędowy (diesel-elektryczny) pozwalały jednostce na rozwijanie prędkości 19,44 węzła na powierzchni oraz 8,9 węzła w zanurzeniu. Podstawowe uzbrojenie okrętu stanowiło 20 torped wystrzeliwanych z 12 wyrzutni. Kadłub „Orła” był w całości spawany, zaś – jako novum – wszystkie płaszczyzny kontrolne jednostki sterowane były hydraulicznie. Budowę okrętu sfinansowano częściowo ze środków zgromadzonych w ramach społecznej zbiórki pieniędzy zorganizowanej m.in. przez Ligę Morską i Kolonialną oraz Fundację Łodzi Podwodnej.
2 lutego 1939 roku okręt został oficjalnie włączony do Marynarki Wojennej. W składzie Dywizjonu Okrętów Podwodnych, „Orzeł” wziął udział w początkowym okresie obrony Wybrzeża. Internowany w stolicy Estonii, zdołał zbiec. Pozbawiony map, do 7 października kontynuował patrol na Bałtyku, po czym przez cieśninę Sund przepłynął do Wielkiej Brytanii.
Operując z Wysp Brytyjskich, 8 kwietnia 1940 roku podczas patrolu na Morzu Północnym, zatopił niemiecki frachtowiec „Rio de Janeiro”, przewożący wojska niemieckie w ramach operacji Weserübung – informacja przekazana przez „Orła” była jednym z pierwszych sygnałów świadczących o niemieckiej inwazji na Norwegię.
Z niewyjaśnionych do dziś przyczyn, ORP „Orzeł” zaginął wraz z całą załogą podczas patrolu na Morzu Północnym na przełomie maja i czerwca 1940 roku.

## Zamówienie i budowa

### Geneza
W 1933 roku Kierownictwo Marynarki Wojennej RP (KMW) zdecydowało o konieczności rozbudowy floty podwodnej. Decyzja ta wynikała z sytuacji politycznej i militarnej. W latach 1931–1934, Niemcy kończyły budowę pancerników kieszonkowych, motywując to „koniecznością obrony Prus Wschodnich przed Polską”, wydatki zaś na rozbudowę Kriegsmarine, dziesięciokrotnie przekroczyły wydatki na rozbudowę Marynarki Wojennej. Po 1926 roku, za najbardziej prawdopodobną uważano jednak agresję ze strony Związku Radzieckiego, i temu początkowo podporządkowywano długofalowe koncepcje rozwoju floty. Roszczenia terytorialne i zbrojenia III Rzeszy oraz wzrost zagrożenia ze strony ZSRR powodowały, że wobec przewidywanego przecięcia lądowych linii komunikacyjnych konieczne stało się zabezpieczenie transportu towarów (w tym pomocy materiałowej dla Wojska Polskiego od sojuszników zachodnich) drogą morską przez Cieśniny Duńskie. Zadaniem floty miało być także rozpoznawanie i zapobieganie rozwinięciu floty przeciwnika (w przypadku floty ZSRR – już na wodach Zat. Fińskiej). Uznano, że do pełnienia tych zadań oprócz okrętów nawodnych będą potrzebne duże okręty podwodne o dużej autonomiczności i zasięgu działania – zdolne do długotrwałego prowadzenia działań bojowych bez zależności od swoich baz, z których korzystanie mogło być znacznie utrudnione przez przeciwdziałanie wroga posiadającego swoje bazy w odległości zaledwie 30 mil morskich .

### Zamówienie

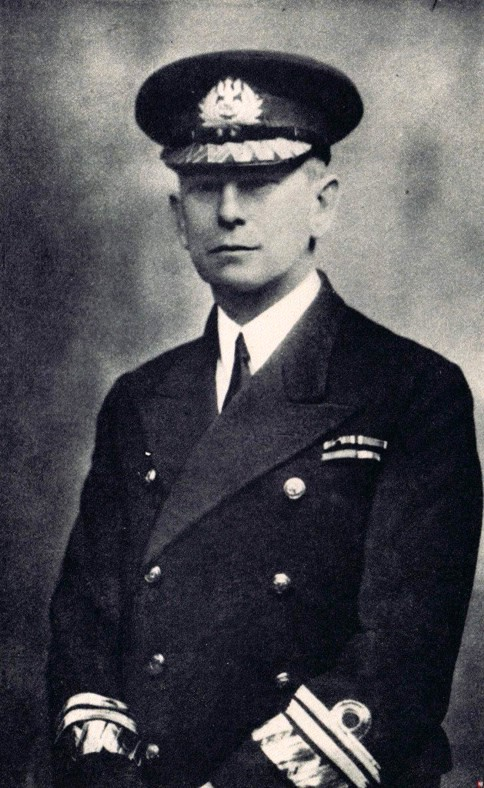
Zamówienie na budowę w stoczniach holenderskich dwóch okrętów podwodnych dla polskiej Marynarki Wojennej podpisał kadm. Jerzy Świrski.

Stocznie polskie nie miały możliwości zrealizowania budowy okrętów podwodnych. W Kierownictwie Marynarki Wojennej zakładano, że ich budowa – w oparciu o plany nabyte za granicą – będzie możliwa dopiero w roku 1945. Na razie więc zdecydowano się zlecić wykonanie stoczniom zagranicznym. Szef KMW, kontradmirał Jerzy Świrski, bronił funduszy przeznaczonych na budowę tych okrętów. W piśmie do Generalnego Inspektora Sił Zbrojnych z 15 lipca 1935 roku sprzeciwiał się przekazaniu części zebranych wśród społeczeństwa pieniędzy na rozbudowę warsztatów MW, bowiem – argumentował – „inaczej społeczeństwo gotowe się sprzeciwić takiej decyzji”.
Pierwsze zapytanie przetargowe skierowano do stoczni francuskich – 6 stoczni przesłało odpowiedzi (projekty), z których najkorzystniejszym wydawał się projekt stoczni Chantiers et Ateliers de la Loire. Jednakże w trakcie jego weryfikacji okazało się, że projekt ten zawierał zafałszowane dane techniczne, a ponadto pomimo że sygnowany był nazwiskiem cenionego konstruktora okrętów podwodnych Simonota, nie brał on udziału w przygotowywaniu projektu. Z tego powodu, w atmosferze skandalu, ofertę odrzucono zaś przetarg unieważniono. W związku z cofnięciem finansowania rządowego koncepcja rozbudowy floty o okręty podwodne została czasowo zahamowana. W roku 1935 w KMW pod kierunkiem kmdr. por. inż. Stanisława Kamieńskiego i inż. Aleksandra Potyrały opracowano nowe wymagania ofertowe i rozesłano zapytania do stoczni angielskich, amerykańskiej, włoskiej, szwedzkich i holenderskich. Zwyciężyła oferta złożona przez Zjednoczenie Stoczni Holenderskich, w skład którego wchodziły stocznie N.V. Koninklijke Maatschappij „De Schelde” we Vlissingen koło Rotterdamu i Rotterdamsche Droogdok Maatschappij.
Negocjacje warunków umowy trwały od listopada 1935 do stycznia 1936 roku. Holendrzy zgodzili się na to, by ok. 85% kosztów budowy, uzbrojenia i wyposażenia dwóch okrętów podwodnych, obliczanego na ok. 21 mln złotych, pokryte zostało polskimi produktami rolnymi (głównie jęczmieniem browarnianym), które Polska wyeksportuje do Holandii. Niezależnie od tego stocznie holenderskie zobowiązały się sprowadzić z Polski różne surowce i półfabrykaty: stal, blachy, połowę potrzebnych motorów elektrycznych, akumulatorów i kabli oraz niektóre inne elementy wyposażenia okrętowego. W sumie wartość tych zamówień ustalono na 10% globalnej kwoty kosztu obu okrętów.
Podpisanie umowy nastąpiło 29 stycznia 1936 roku w Hadze. W imieniu rządu polskiego podpisał ją Świrski, w imieniu Zjednoczenia Stoczni Holenderskich – dyrektor Koninklijke Maatschappij „De Schelde” inż. H.C. Wesseling. Umowa przewidywała wybudowanie dwóch okrętów podwodnych i przekazanie pierwszego z nich użytkownikowi w terminie 30 miesięcy (do 29 lipca 1938), a drugiego – 33 miesięcy (do 29 października 1938), nie obejmowała wykonania uzbrojenia artyleryjskiego, strzeleckiego, torped, osprzętu radiowego i dostaw materiałów zużywalnych (miała je dostarczyć strona polska). Konstruktor zobowiązywał się dostarczyć komplet dokumentacji technicznej. „Orzeł” objęty był dwunastomiesięcznym serwisem i takąż gwarancją na wady i uszkodzenia ujawnione w czasie eksploatacji. Ewentualne spory pomiędzy kontrahentami miał rozstrzygać sąd arbitrażowy w Hadze. Już w trakcie trwania budowy stronie polskiej udało się wynegocjować dwudziestoczteromiesięczną gwarancję na silniki . Rząd polski zobowiązany był zapłacić stoczniom za wybudowane okręty, w przeliczeniu według kursu walut na Warszawskiej Giełdy Papierów Wartościowych z 1936 roku, równowartość 15,44 mln złotych polskich, płatnych w 12 ratach rozpisanych osobno dla każdego z okrętów. Całkowity koszt budowy wyniósł przeszło 20 mln złotych, z czego wartość produktów polskiego przemysłu użytych do budowy wyniosła 10,2%.
Zgodnie z zawartą umową okręt prototypowy wybudowany miał zostać w zakładzie numer 205 we Vlissingen.

### Założenia projektowe

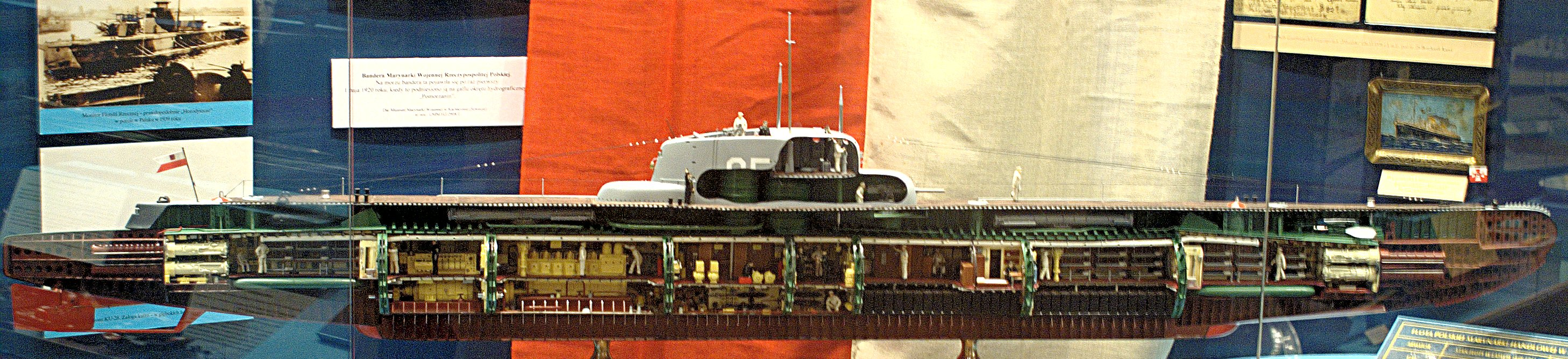
Przekrój modelu „Orła”

Początkowo KMW planowała zamówić okręty podwodne o wyporności 700–900 ton. W przypadku konfliktu z ZSRR okręty te miałyby za zadanie prowadzić rozpoznanie ruchów radzieckiej floty w Zatoce Fińskiej oraz przechwycić jej okręty podczas podejścia do polskich wybrzeży. Ponieważ prędkość marszowa pancerników typu Gangut wynosiła 16 w., przechwytujące je okręty podwodne musiały rozwijać prędkość co najmniej 20 w., co miałoby im zapewnić przynajmniej dwukrotne wyjście na pozycję ataku w trakcie marszu tych pancerników z Kronsztadu do Zatoki Gdańskiej. Jednakże przy ówczesnym poziomie myśli technicznej stocznie nie były w stanie podjąć się skonstruowania okrętu podwodnego, który rozwijałby żądaną prędkość 20 w. i miałby jednocześnie wyporność mniejszą niż 1100 ton. Dlatego, zgodnie z założeniami przedłożonymi przez Wydział Budowy Okrętów KMW oraz uwagami i wnioskami dowódców trzech dotychczasowych polskich okrętów podwodnych, zamówione okręty miały być większymi od okrętów typu Wilk jednostkami typu torpedowego. Miały być one zdolne do prowadzenia długotrwałych działań krążowniczych z dala od baz. Ostatecznie projekt został opracowany przez grupę konstruktorów pod kierunkiem inż. Guninga i inż. Jaegera z biura konstrukcyjnego Nederlandische Veerenigde Scheepsbouw Bureaux w Hadze, w której ze strony polskiej wzięli udział kmdr por. inż. Kamieński i inż. Potyrała oraz przy współpracy z przedstawicielami Wydziału Budowy Okrętów i innych służb KMW.
W projekcie tym przewidziano następujące elementy taktyczne i techniczne zamówionych okrętów:
- 12 wyrzutni torpedowych kalibru 550 mm – po 4 stałe na dziobie i rufie oraz 4 obracalne, zamontowane parami na kadłubie naciskotrwałym pod pokładem za i przed pomostem, z możliwością dostosowania do torped angielskich kalibru 533 mm[24], przy czym każdy okręt miał zabierać łącznie 20 torped;
- 1 działo Bofors 105 mm wz. 36 w obracalnej masce przed pomostem;
- 1 podwójne automatyczne działko przeciwlotnicze 40 mm Boforsa (opuszczane do szybu wodoszczelnego);
- 1 podwójny przeciwlotniczy najcięższy karabin maszynowy 13,2 mm Hotchkiss;
- prędkość nawodna 20, podwodna 9 węzłów;
- zasięg pływania 7000 mil morskich przy możliwości trzymiesięcznego przebywania poza bazą;
- testowa głębokość zanurzenia 80 m.

Rozważano także wysuniętą przez sztab KMW sugestię zainstalowania na nowych okrętach podwodnych po jednym wodnosamolocie bliskiego rozpoznania, jednak ostatecznie nie została ona uwzględniona.
W porównaniu z okrętami typu Wilk, nowo projektowane jednostki miały mieć szereg istotnych ulepszeń i nowości konstrukcyjnych (lepsze rozplanowanie pomieszczeń, umożliwiające szybsze wykonanie alarmu bojowego; przeniesienie wręg na zewnętrzną stronę kadłuba sztywnego, co zwiększyło powierzchnię użytkową wewnątrz kadłuba; zastosowanie spawania do łączenia elementów stalowych zamiast nitowania, co zmniejszało masę i zwiększało wytrzymałość; nowoczesna aparatura nawigacyjna, łącznościowa oraz hydroakustyczna – tej ostatniej nie było w ogóle na okrętach typu Wilk; uzbrojenie przeciwlotnicze chowane w wodoszczelnych studzienkach), miały być silnie uzbrojone i szybkie, przewyższając pod względem wielu parametrów taktyczno-technicznych okręty podwodne innych państw basenu Morza Bałtyckiego, dzięki czemu uzyskano nowoczesny typ okrętu podwodnego o dużych walorach bojowych.

### Finansowanie
Zbiórka pieniędzy na budowę okrętu podwodnego zainicjowana została w Polsce w roku 1926 przez redaktora „Polski Zbrojnej” Stanisława Poraj-Koźmińskiego. Wkrótce potem powstał w Warszawie Komitet Główny Fundacji Łodzi Podwodnej imienia Marszałka Piłsudskiego (FŁP), który rozpoczął zbiórkę pieniędzy wśród żołnierzy. Zasadą zbiórki było założenie, że każdy oficer i podoficer zawodowy powinien opodatkować się kwotą w wysokości 0,5% miesięcznych poborów.
Ponadto, u warszawskiego jubilera Wincentego Wabia-Wabińskiego wybity został okolicznościowy medal pamiątkowy Fundacji Łodzi Podwodnej imienia Marszałka Piłsudskiego. Medal o średnicy 6 cm wykonany ze złoconego brązu został zaprojektowany przez znanego artystę z Wilna Antoniego Radogosta Uniechowskiego, tego samego, który zaprojektował tablicę pamiątkową umieszczoną na kiosku ORP „Orzeł” odsłoniętą w dniu podniesienia bandery 10 lutego 1939. Medale te mogły być za kwotę 100 złotych (tyle mniej więcej wynosiło miesięczne uposażenie wykwalifikowanego robotnika) nabywane przez zarówno związki, instytucje, przedsiębiorstwa, jak i osoby prywatne.
W czerwcu 1927 ogłoszono, że Komitet Główny Fundacji dysponuje kwotą ok. 200 tys. złotych, co oznaczało, że dotąd rokrocznie na konto Komitetu miało wpływać mniej więcej 400 tys. złotych. Była to suma niemała, ale biorąc pod uwagę fakt, że łączny koszt budowy nowoczesnego okrętu podwodnego średniej wielkości wynosił ok. 10 mln złotych, zbiórka musiałaby trwać minimum 25 lat, co właściwie stawiało pod znakiem zapytania celowość całej akcji. Z dość dużym rozmachem równolegle była prowadzona zbiórka zainicjowana przez prezesa Komitetu Floty Narodowej, generała Mariusza Zaruskiego. 10 marca 1932 wyszła ustawa o likwidacji Komitetu Floty Narodowej, uchwałą zaś Rady Ministrów z 21 stycznia 1933 dalsze zbieranie funduszy na budowę okrętów dla floty wojennej oraz koordynację działalności poszczególnych instytucji i osób współdziałających w tej akcji powierzono Lidze Morskiej i Kolonialnej (LMiK).
W łonie tej organizacji pod nazwą Funduszu Floty Narodowej utworzono fundusz specjalny, mający charakter dobra publicznego. Pod koniec 1933 dodatkową uchwałą Rady Ministrów wspomniany fundusz zmienił nazwę na Fundusz Obrony Morskiej (FOM) i z dniem 1 lutego 1934 rozpoczęła się akcja zbiórkowa FOM-u, przy czym jej zalążkiem stała się kwota ponad 700 tys. złotych, uzyskana głównie ze składek z akcji prowadzonej przez oddziały LMiK. Zasilały go głównie składki członków Ligi (w 1933 roku przeznaczano nań 10% składek, od 1937 – 12,5% składek). Na intensyfikację zbiórki pieniędzy i wzrost motywacji darczyńców miały wpływ wydarzenia na arenie międzynarodowej, takie jak np. wystąpienie niemieckiego ministra Gottfrieda Treviranusa, który już w 1930 domagał się rewizji granicy polsko-niemieckiej i zwrotu Pomorza. W wyniku akcji „Odpowiedź Treviranusovi” robotnicy łódzcy zebrali 269 tys. złotych na budowę okrętu podwodnego. Akcją FOM-u nie została jednak objęta zbiórka prowadzona w Wojsku Polskim, która – choć przeznaczona na ten sam cel – nadal zachowała swą odrębność. Po 15 miesiącach istnienia FOM-u akcja zbiórkowa została doprowadzona do poziomu umożliwiającego złożenie zamówienia na budowę okrętu podwodnego oraz dokonanie na ten cel pierwszych wpłat. 21 czerwca 1935 zarząd FOM oddał do dyspozycji Rządu RP zebraną sumę: łącznie ze środkami Funduszu Łodzi Podwodnej było to ok. 5 mln złotych, które miały zostać przeznaczona na jak najszybszą budowę okrętu podwodnego. Dzięki ofiarności społeczeństwa polskiego i Polonii za granicami do czasu statutowego zakończenia zbiórki, tj. do 1 października 1937 roku, zgromadzono 8 368 265 złotych (na koncie FOM – 5 723 699 zł, na koncie FŁP – 2 644 566 zł). Z tej sumy na należności za „Orła” przeznaczono 8,2 mln złotych.

### Budowa i wyposażanie

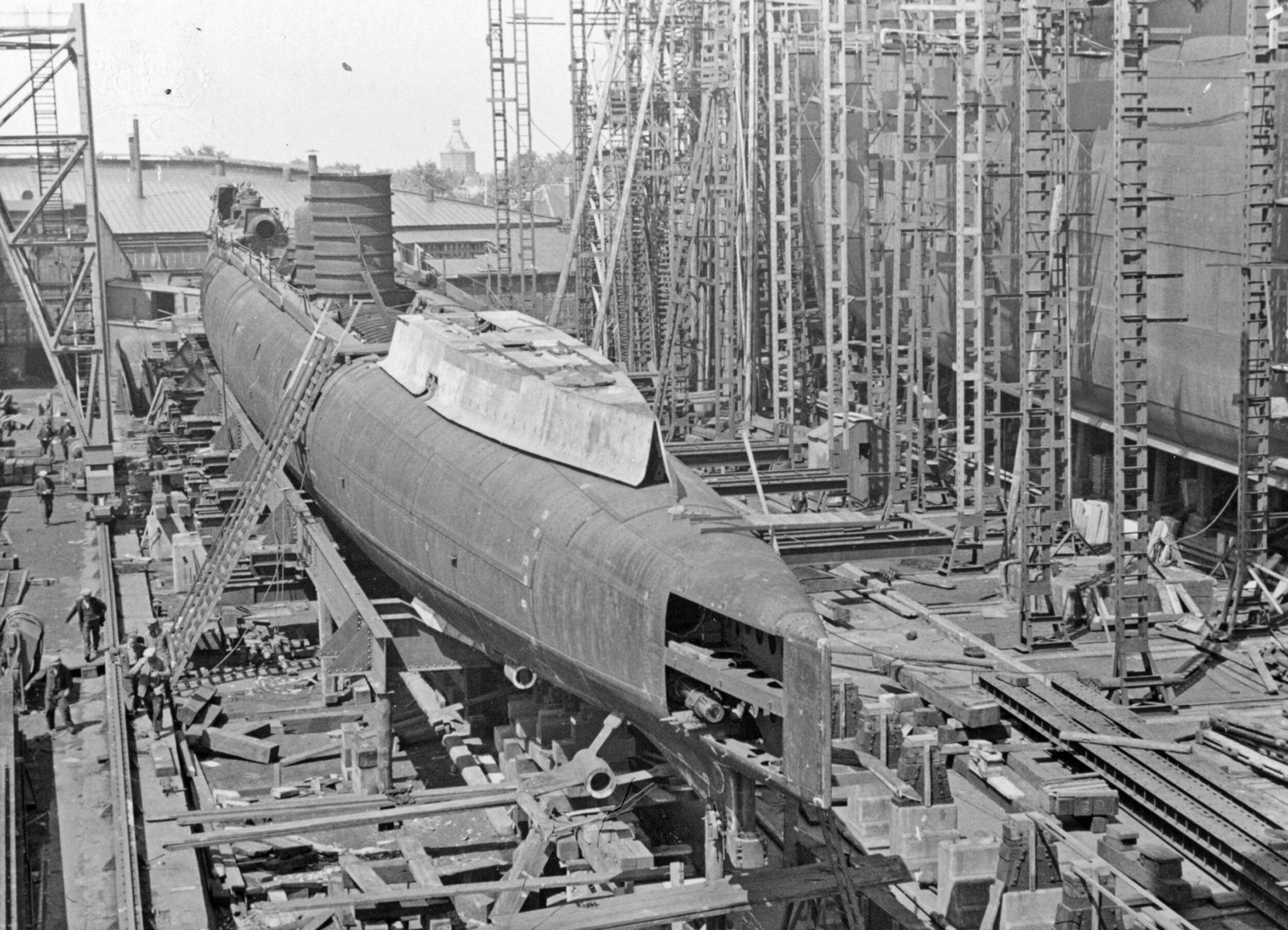
Okręt po około roku budowy

W roku 1936 do Hagi pojechali członkowie Komisji Nadzorczej Budowy Okrętów, której przewodniczył kmdr ppor. inż. Seweryn Bukowski. Zadaniem komisji była kontrola przestrzegania warunków kontraktu, składanie miesięcznych sprawozdań z postępów budowy, kontrola terminów płatności, a także koordynacja zamówień na dostawę niezbędnych do budowy okrętu materiałów . Prace biura konstrukcyjnego, w których końcowej fazie brali udział członkowie Komisji Nadzorczej, trwały do 14 sierpnia 1936. Tego dnia na pochylni stoczni we Vlissingen położono stępkę pod pierwszy z zamówionych okrętów. 30 marca 1937 roku ukończono proces zakładania wręg jednostki. 14 maja tego samego roku zamknięto poszycie okrętu, od 29 października natomiast do 2 listopada 1937 roku trwał montaż głównych silników elektrycznych.
15 stycznia 1938 na uroczystość wodowania pierwszego z budowanych okrętów podwodnych przybyła z Polski delegacja, w skład której wchodzili: poseł w Hadze Wacław Babiński, szef sztabu KMW kadm. Jerzy Świrski, osoby reprezentujące Zarząd FOM-u i Zarząd Główny LMiK (m.in. gen. Stanisław Kwaśniewski) oraz prasę. Ze strony holenderskiej wzięli udział: przedstawiciele terytorialnych władz państwowych, delegat ministra handlu i przemysłu, szef sztabu holenderskiej marynarki wojennej wiceadm. Furstner, szef służby zaopatrzenia marynarki wiceadm. Vos, były wiceminister obrony, przedstawiciele przedsiębiorstw żeglugowych i zjednoczenia stoczni oraz dyrekcja i pracownicy stoczni De Schelde. Honory wojskowe oddawała kompania marynarzy okrętu – hulku „Noord Brabant”. Uroczystość relacjonowało Polskie Radio. Matką chrzestną pierwszego okrętu, dla którego Minister Spraw Wojskowych na wniosek szefa KMW dnia 28 maja 1937 roku zatwierdził nazwę „Orzeł” , została Jadwiga Sosnkowska, żona gen. Kazimierza Sosnkowskiego. Dla okrętów tego typu przewidziano nazwy ptaków drapieżnych (bliźniaczy okręt otrzymał nazwę ORP „Sęp”), co miało odzwierciedlać ich ofensywny charakter i siłę bojową. Nazwa przewidziana dla okrętu prototypowego typu stanowiła ponadto odwołanie do orła, będącego godłem Polski, i miała przypominać o zjednoczeniu i ofiarności narodu we wspólnym wysiłku w celu budowy okrętu. Wodowanie zakłóciły problemy techniczne: po przecięciu linki zwalniającej hamulce okręt zatrzymał się na pochylni. Przyczyną tego było prawdopodobnie zbytnie zgęstnienie smaru na saniach pochylni na skutek mrozów, panujących w ostatnich tygodniach przed wodowaniem. Holownik „En Avant” próbował ściągnąć okręt liną, ale próba ta nie powiodła się. Dopiero na kwadrans przed trzecią udało się to dwóm ciężkim lokomotywom. Z takim wyjaśnieniem nie zgadza się pracujący przy „Orle” oraz uczestniczący przy jego projektowaniu inżynier Kazimierz Leski, według którego przyczyną zablokowania okrętu był fakt, iż znajdująca się nisko na pochylni rufa jednostki została obmyta przez wodę basenu, w związku z czym uzyskała minimalną pływalność. Niewielkie więc uniesienie rufy spowodowało dodatkowe obciążenie części dziobowej jednostki i znajdujących się pod nią sań, w efekcie zaś zatarcie tych ostatnich.
Prace nad montowaniem instalacji i urządzeń okrętowych, wyposażenia i uzbrojenia trwały ponad pół roku, od końca października 1937, kiedy to zamontowano główne motory elektryczne, do czerwca 1938, wówczas bowiem skończono instalowanie silników Diesla i baterii akumulatorów. Latem, kiedy nadchodził okres przeprowadzania prób okrętu, przyjechała z Polski część przyszłej załogi „Orła”: przyszły dowódca komandor podporucznik Henryk Kłoczkowski, jego zastępca, kapitan mar. Józef Chodakowski i przewidziany na oficera broni podwodnej porucznik mar. Andrzej Piasecki oraz podoficerowie specjaliści.
W budowie i wyposażaniu okrętu duży udział mieli kooperanci, w tym firmy polskie. Główne motory elektryczne zostały wyprodukowane przez firmę Brown Boveri w Baden w Szwajcarii. W Polsce wyprodukowano baterie akumulatorów (zakłady „Tudor” w Pruszkowie), szkła do peryskopów (PZO w Warszawie), aparaturę radiową (Wytwórnia Radiotechniczna „Ava”), z polskich hut (z huty „Pokój” i zakładów „Zgoda”) pochodziły też blachy i elementy stalowe. Uzbrojenie artyleryjskie zakupiono u Boforsa w Szwecji, we Francji zamówiono torpedy typu 1924V, wały napędowe wykonano w Czechosłowacji. Kompasy magnetyczne „Holmes” dostarczyła nieodpłatnie firma Hoghes, logi zakupiono w szwedzkiej firmie Sal-Salsyn.
W końcu czerwca „Orzeł” poszedł na 3 tygodnie do doku, następnie przeprowadzono na zacumowanym okręcie 3-krotne próby silników Diesla i wreszcie 23 sierpnia 1938 okręt wyszedł pierwszy raz w morze w delcie Skaldy. Dowodzili nim przydzieleni oficerowie holenderscy. Dowódcą był kapitan van Dongen. Resztę załogi stanowili marynarze polscy, holenderscy oraz pracownicy stoczni. Podczas powrotu do Vlissingen „Orzeł” miał jedyną w okresie prób awarię. Uderzył dziobem w pomost, łączący molo w zewnętrznym porcie Vlissingen z dużym pontonem, służącym jako przystań dla promu, i zaklinował się, uszkodzeniu uległa piła przeciwsieciowa na dziobie okrętu .
30 września „Orzeł” został ponownie zadokowany, tym razem na 2 tygodnie. 21 października opuścił Vlissingen, by przejść na północ do bazy holenderskiej marynarki wojennej w Den Helder. Tam do 1 listopada 1938 roku okręt odbywał próby torpedowe i artyleryjskie. Dziennie odbywały się po 2 próby torpedowe, przy czym nie powiodła się pierwsza próba strzelań torpedowych z dziobowych wyrzutni torpedowych przy prędkości 15 węzłów – przy prędkości tej nie można było bowiem otworzyć wrót aparatów torpedowych. Wbrew umowie przewidującej testy torpedowe w zanurzeniu na głębokości 30 metrów, próbę przeprowadzono na głębokości 20 metrów. Strona holenderska nie przystała bowiem na test na większej głębokości, argumentując, że na głębokości 30 metrów strzał torpedowy wywołuje zbyt duże ciśnienie wewnątrz aparatów torpedowych .

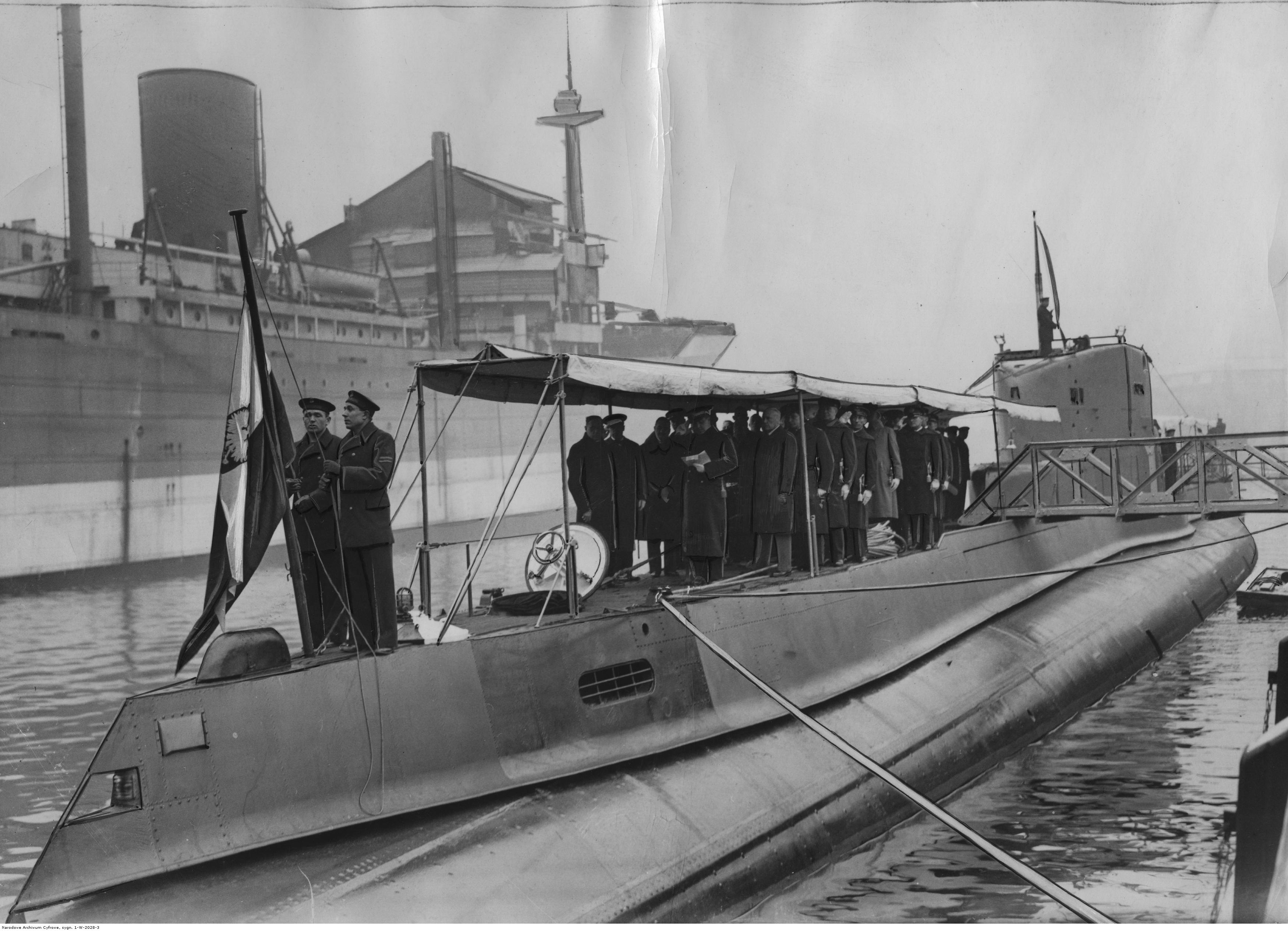
Podniesienie bandery wojennej na ORP „Orzeł” 2 lutego 1939 roku w basenie stoczni we Vlissingen

12 listopada 1938 roku „Orzeł” wypłynął do Horten w Norwegii, celem przeprowadzenia kolejnych prób morskich, w tym próby szybkości na mili pomiarowej w położeniu nawodnym i podwodnym oraz testu szybkości maksymalnej oraz maksymalnej głębokości zanurzenia. 2 grudnia okręt powrócił do Vlissingen, gdzie dokonano niezbędnych napraw oraz modyfikacji technicznych, zmierzających m.in. do poprawy działania dziobowych sterów głębokości w celu usprawnienia ich działania na dużych głębokościach. Demontażowi i sprawdzeniu podległy również wyrzutnie torpedowe, wzmocniono też fundament silnika obracającego zewnętrzne wyrzutnie torpedowe. W ramach tych prac zdemontowano także obydwa silniki Diesla w celu sprawdzenia ich mechanizmów, sprawdzono także całą instalację energetyczną okrętu w postaci instalacji elektrycznych i źródeł zasilania, przetestowano również system odpalania torped wraz wyrzutniami stałymi i obracalnymi. Prace te stanowiły bezpośrednie już przygotowania do przekazania okrętu polskiej Marynarce Wojennej. Odbywały się one pod nadzorem powołanej w 1938 roku Komisji Odbiorczej Okrętów Podwodnych w Holandii, której zadaniem był odbiór obu zamówionych w Holandii okrętów, poprzez wykonanie szczegółowych prób systemów okrętowych i weryfikacji parametrów taktyczno-technicznych okrętu w warunkach operacyjnych, oraz kontrola usuwania przez stocznię stwierdzonych usterek i niedociągnięć. Raporty odbiorcze komisja przesyłała do Kierownictwa Marynarki Wojennej w Warszawie .
26 stycznia miały miejsce ostateczne próby odbiorcze; Komisji Odbiorczej przewodniczył kmdr por. Edward Szystowski. W związku z nieosiągnięciem przez „Orła” na próbach zakontraktowanej prędkości 20 węzłów naliczono karę dla stoczni w wysokości 16 tys. florenów. Nie zdecydowano naliczać kar za opóźnienie w przekazaniu okrętów (w przypadku „Orła” opóźnienie to wynosiło 189 dni), uznając je za wynikające z przyczyn niezależnych od stoczni. 2 lutego 1939 roku w basenie stoczni Vlissingen odbyło się oficjalne przekazanie okrętu i uroczyste podniesienie polskiej bandery wojennej, okręt przejął pod swoją komendę kmdr ppor. Henryk Kłoczkowski.

## Konstrukcja
ORP „Orzeł” był innowacyjną w czasie budowy dwukadłubową jednostką podwodną o wyporności nawodnej 1100 ton i podwodnej 1 473,5 tony(1650 ton). Podobnie jak najnowocześniejsze jednostki tego czasu, kadłub okrętu był w całości spawany, wszystkie zaś powierzchnie kontrolne jednostki, luki, zawory zbiorników balastowych, układ sterowania, stery zanurzenia i peryskopy sterowane były hydraulicznie, co stanowiło nowość w okresie przedwojennym. Mimo że w konstrukcji jednostki zastosowano niektóre rozwiązania konstrukcyjne holenderskiego typu O 16, na przykład obrotowe zewnętrzne aparaty torpedowe, okręt nie był jego pochodną. Od swego poprzednika odróżniał się m.in. całkowicie spawaną konstrukcją (O. 16 był spawany w 49%), innym układem wręg, kształtem kiosku, wielkością, znacznie też silniejszymi uzbrojeniem i siłownią okrętową, w odróżnieniu od O.16 „Orzeł” nie został też wyposażony w „chrapy”. Kadłub sztywny (ciśnieniowy) okrętu podzielony został na pięć wodoszczelnych sekcji, w celu zaś zapewnienia większej przestrzeni wewnątrz okrętu, wręgi kadłuba – na życzenie Marynarki Wojennej – umieszczono między kadłubem ciśnieniowym a kadłubem lekkim. ORP „Orzeł” dysponował hydrodynamicznie opływową linią kadłuba, z opływowym kioskiem oraz zrębem dziobu przystosowanym do przecinania sieci przeciwpodwodnych.
Całkowita długość kadłuba okrętu wynosiła 84 metry, przy maksymalnej szerokości 6,7 metra. Konstrukcja kadłuba oraz zastosowane do budowy kadłuba sztywnego blachy ze stali o wysokiej ciągliwości o grubości 14 mm oraz 16 mm przy kiosku, zgodnie z założeniami konstrukcyjnymi zapewniały bezpieczne zanurzanie jednostki na głębokość testową 80 metrów . Jakkolwiek nie jest współcześnie znany założony wymaganiami Marynarki Wojennej i projektami okrętu współczynnik marginesu bezpieczeństwa, wiadomo jednak, że w trakcie przeprowadzonych w listopadzie 1938 roku testów okrętu, ORP „Orzeł” bezpiecznie wypłynął na powierzchnię z głębokości 100 metrów, a więc współczynnik marginesu bezpieczeństwa wynosił co najmniej 1,25. Układ zbiorników balastowych i trymujących, pozwalał okrętowi na zanurzenie do głębokości peryskopowej w ciągu 50 sekund, mimo że w myśl specyfikacji zamówienia okręt powinien być zdolny do zanurzenia w czasie 45 sekund. Wiele ówczesnych okrętów dysponowało krótszym od „Orła” czasem całkowitego zanurzenia, jednak nie był to czas nadzwyczajnie długi wśród ówczesnych okrętów.
Podstawę układów energetycznego i napędowego okrętu stanowiły dwa silniki elektryczne na prąd stały o napięciu do 180V o mocy wyjściowej 550 KM każdy, szwajcarskiej firmy Brown Boveri. Każda z jednostek elektrycznych zasilana była energią elektryczną ze 100 ogniw akumulatorowych, które ładowane były przez dwa generatory w postaci sześciocylindrowych silników Diesla Sulzer 6QD42 o mocy 2370 KM każdy. Zbiorniki paliwa okrętu pozwalały na zabranie 67,5 tony paliwa, natomiast przy wykorzystaniu zbiorników balastowych okręt mógł zabrać 123,5 tony oleju napędowego. Napęd przenoszony był na dwie śruby za pośrednictwem dwóch wałów z przekładniami. Taka architektura okrętu i układ napędowy zgodnie ze specyfikacją i zamówieniem zapewniać miały maksymalną prędkość nawodną 20 węzłów, 9 węzłów pod wodą, oraz zasięg 7000 mil morskich przy 10 węzłach prędkości nawodnej i 100 mil morskich pod wodą przy prędkości 5 węzłów. Podczas testów na mili pomiarowej w listopadzie 1938 roku, stwierdzono jednak, że okręt nie jest w stanie osiągnąć prędkości większej niż 19,44 węzła.
Wyposażenie optyczne jednostki stanowiły dwa peryskopy Zeissa, na kiosku okrętu znajdował się także reflektor okrętowy, antena radionamiernika i maszt antenowy. W tylnej części kiosku, na zawiesiu na krawędzi spływu osłony, umieszczony był dzwon okrętowy. Nazwa okrętu wypisana była literami wykonanymi z brązu na kiosku (w trakcie operacji bojowych litery były zamalowywane lub wręcz usuwane) . Okręt wyposażony był w dziobową i rufową boję ratunkową z nazwą okrętu, systemem sygnalizacji świetlnej i łączności.

### Uzbrojenie

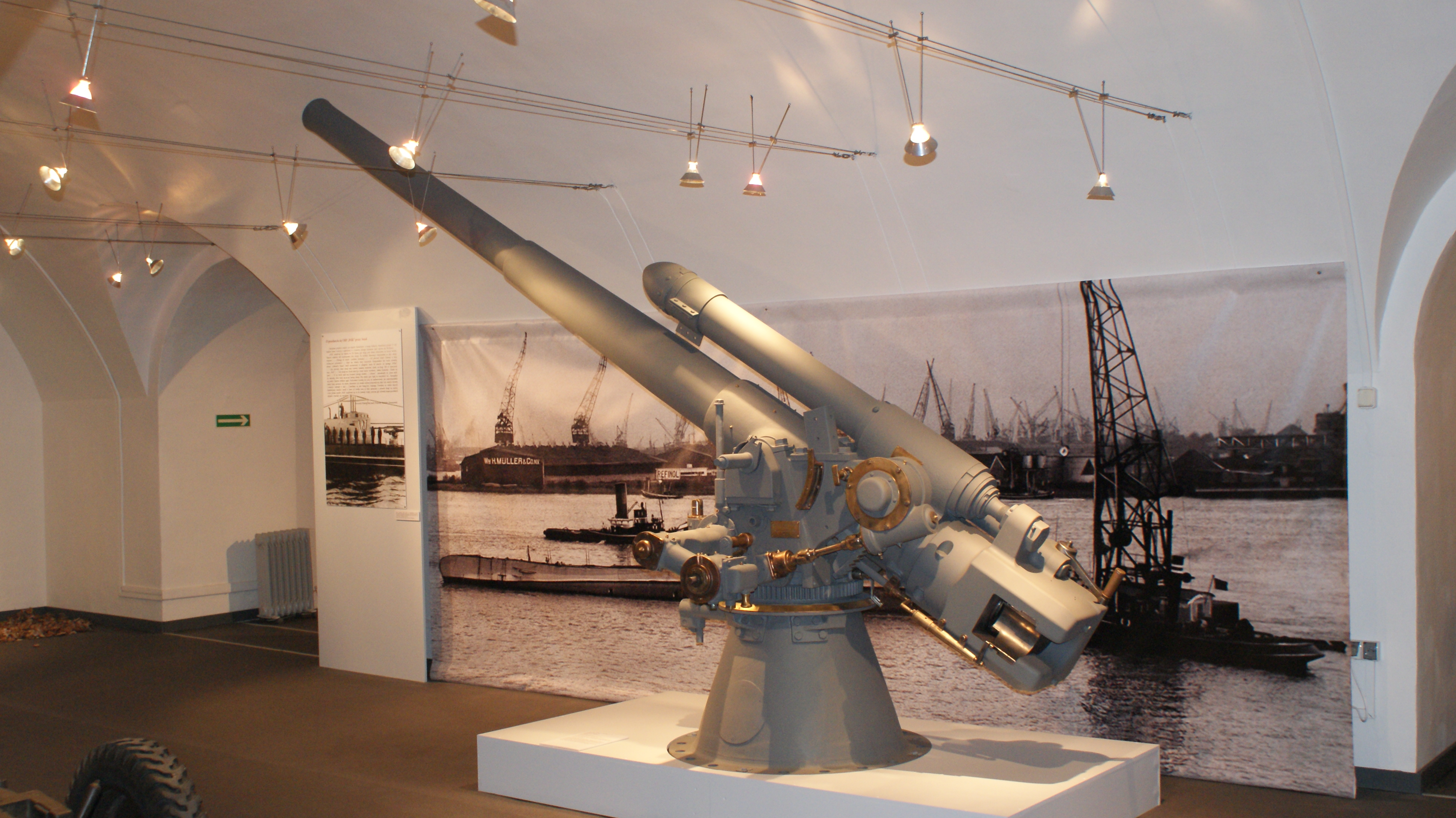
Oryginalna armata Bofors wzór 36 L/40 z drugiej jednostki typu Orzeł – ORP „Sęp”, w zbiorach Muzeum Polskiej Techniki Wojskowej

Podstawowym uzbrojeniem „Orła” były torpedy. Do ich wystrzeliwania przeznaczone były po cztery stałe wyrzutnie torpedowe na dziobie i rufie jednostki, a także – wzorem holenderskiego O.16 – cztery obrotowe wyrzutnie w międzypokładziu śródokręcia, po dwie przed i za kioskiem. Wszystkie wyrzutnie miały kaliber 550 mm, jednak w celu umożliwienia korzystania z torped brytyjskich, dysponowały wkładkami zmniejszającymi kaliber do 533 mm. Każda z nich dysponowała aparatem strzału dyskretnego ŁŚ, zapobiegającym tworzeniu się pęcherzy powietrza, które wydostając się po strzale na powierzchnię wody zdradzałyby pozycję okrętu.
Okręt mógł przenosić 20 sztuk torped, dwanaście torped przenoszonych było bezpośrednio w wyrzutniach, osiem zaś jako zapas w rakach. W okresie przedwojennym były to francuskie torpedy wz. 1924V kalibru 550 mm oraz brytyjskie torpedy wz. AB kalibru 533 mm.
Torpeda wz. 1924V miała długość 6630 milimetrów oraz 550 milimetrów średnicy, jej masa całkowita wynosiła zaś 1490 kilogramów, głowica bojowa zawierała 310 kilogramów trotylu. Przy prędkości maksymalnej 44 węzłów zasięg torpedy wynosił 4 km, przy prędkości 35 węzłów – 8 km. Wyposażona była w zapalnik uderzeniowy. Według niektórych publikacji jednak, przy tym samym ciężarze całkowitym, torpeda wz. 1924V miała 8280 milimetrów długości. Torpedy typu Whitehead AB miały 533 milimetry średnicy, długość 7488 milimetrów oraz masę 1730 kilogramów. Ładunek wybuchowy stożkowej głowicy torpedy stanowiło 300 kilogramów TNT. Głowica torpedy w przedniej części zaopatrzona była w dwa zderzaki inercyjne i zapalniki. Zasięg torpedy wynosił 4000 metrów przy prędkości maksymalnej 45 węzłów, oraz 8000 metrów przy prędkości 35 węzłów.

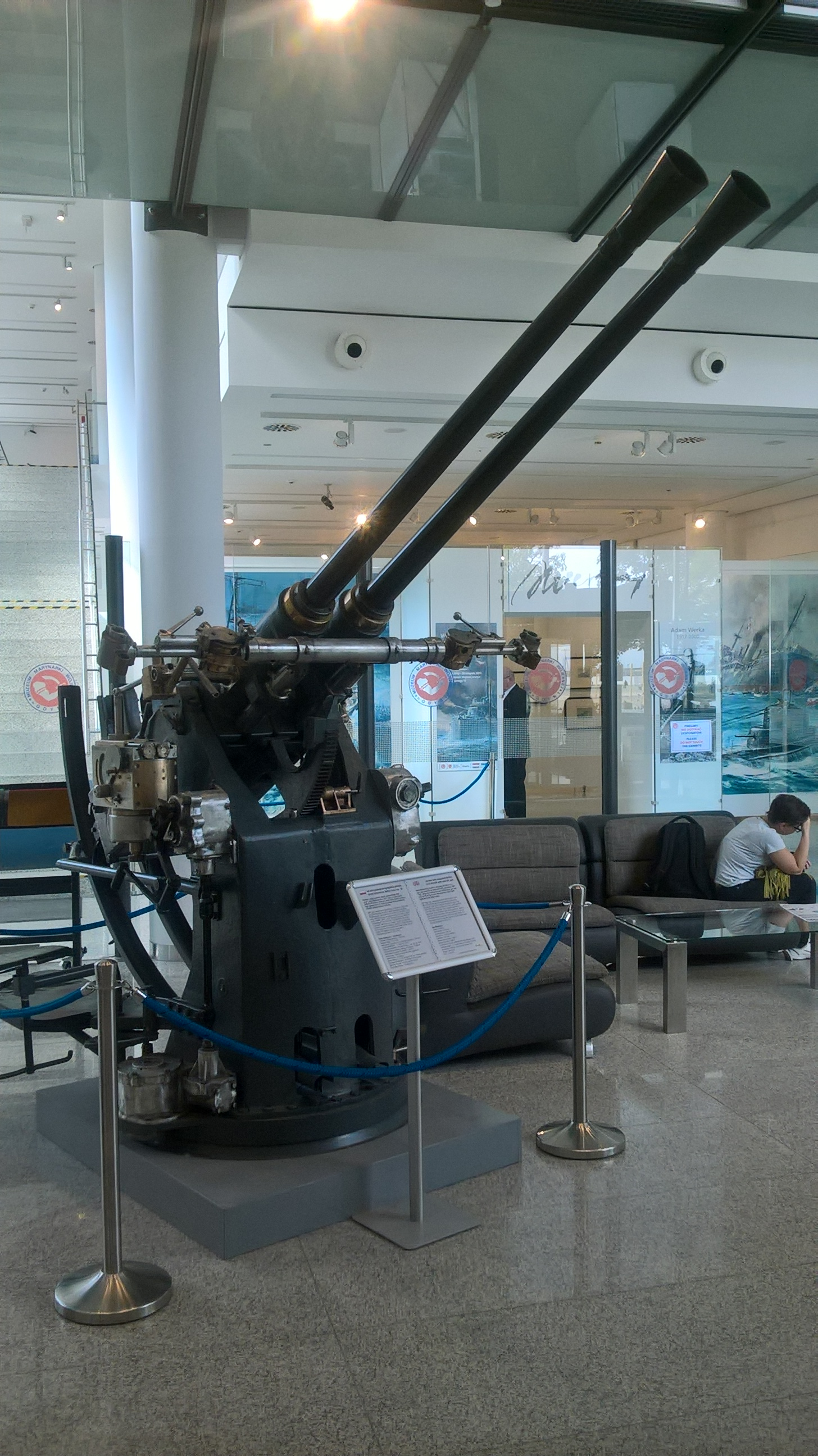
Podwójnie sprzężone działka przeciwlotnicze Bofors 1937 wz. 36 L/60 z ORP „Sęp” ze zbiorów Muzeum Marynarki Wojennej w Gdyni

„Orzeł” wyposażony był również w uzbrojenie artyleryjskie. Stanowiło je:
- armata wz. 36 L/40 Bofors kalibru 105 milimetrów, osłonięta przylegającą do kiosku – i obracającą się wraz z działem – opływową maską[25]. Zapas amunicji do armaty w warunkach bojowych wynosił 125 sztuk[66], konstrukcja zaś armaty pozwalała na oddanie 12 do 15 strzałów w ciągu minuty[56][67].
- dwie sprzężone automatyczne armaty przeciwlotnicze kalibru 40 milimetrów Bofors 1937 wz. 36 L/60, chowane w wodoszczelnej studni umieszczonej w zabudowie kiosku. Od armat stosowanego na okrętach nawodnych Bofors 1936 wz. 36 (oznaczenia zacytowane z tabliczek znamionowych dział[68]) różniły się brakiem chłodzenia wodnego, gdyż były chłodzone powietrzem, brakiem stabilizacji poprzecznej i podstawą składaną na czas chowania działa w studzience. Masa działa jest dyskusyjna; podawane jest 2100 kg i 3500 kg, lecz ta druga wydaje się bliższa prawdy. Szybkostrzelność pojedynczego działa wynosiła 120 pocisków na minutę[69]. W razie konieczności użycia, działka wysuwane były hydraulicznie ze studni wraz z obsługą. Zapas amunicji wynosił 1200 sztuk[70]. Podawane w licznych publikacjach informacje, że lufy dział na okrętach podwodnych były krótsze (L/43), okazały się w świetle badań nieprawdziwe[68]. Należy zaznaczyć, że mimo że działa morskie oznaczone były przez Boforsa jako L/60, długość ich luf wynosiła 56 kalibrów[68].

Dodatkowo, zgodnie z planami, „Orzeł” miał być wyposażony w podwójny wielkokalibrowy karabin maszynowy Hotchkiss wzór 30 kalibru 13,2 milimetra, o masie (wraz z podstawą) 350 kilogramów. Jednak przy opisach faktycznej charakterystyki taktycznej okrętu nie jest on wymieniany. Według niektórych źródeł „Orzeł” wyposażony był w dwa karabiny maszynowe. Podczas stacjonowania w Wielkiej Brytanii okręt, którego armaty pozbawione były zamków usuniętych przez Estończyków, został wyposażony w dwa lekkie karabiny Lewis kalibru 7,7 milimetra, umieszczone na podstawach po przeciwległych stronach na pokładzie bojowym zabudowy kiosku. Zamki do dział dostarczono ze Szwecji dopiero w połowie maja 1940 roku, przed ostatnim patrolem okrętu.

## Służba operacyjna

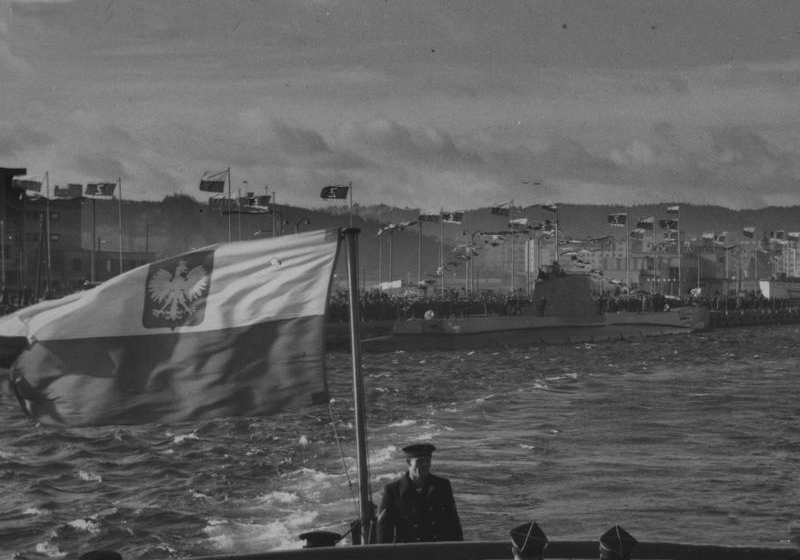
„Orzeł” w basenie przy Skwerze Kościuszki uroczyście witany po przypłynięciu do kraju

4 lutego 1939 roku „Orzeł” opuścił Vlissingen i udał się w drogę do Gdyni, do której przybył 7 lutego. Uroczyste powitanie okrętu, uświetniające obchody Święta Marynarki Wojennej, odbyło się 10 lutego w basenie przy Skwerze Kościuszki. Na uroczystości byli obecni przedstawiciele najwyższych władz państwowych, Naczelnego Wodza reprezentował gen. K. Sosnkowski, Marynarkę Wojenną: szef KMW kadm. J. Świrski i dowódca Floty kadm. J. Unrug, obecni byli przedstawiciele LMiK z prezesem jej zarządu głównego gen. Kwaśniewskim na czele, komisarz Rządu RP mgr Sokół oraz przedstawiciele lokalnych władz, delegacje stowarzyszeń i organizacji społecznych. Asystę honorową zapewniała kompania MW wraz z orkiestrą. W trakcie uroczystości, w której według szacunków prasowych uczestniczyło 30 tys. osób, gen. Sosnkowski odsłonił na kiosku okrętu tablicę pamiątkową. W wygłaszanych przemówieniach podkreślano ofiarność społeczeństwa, które ufundowało okręt dla MW. Załoga otrzymała album i odznaki pamiątkowe od LMiK. Wydarzenie było relacjonowane w wielu tytułach prasowych.

### Okres przedwojenny
W związku z niemieckimi przygotowaniami wojennymi, 18 marca 1939 roku „Orzeł” wraz z całym Dywizjonem Okrętów Podwodnych został postawiony w stan podwyższonej gotowości bojowej. Po zajęciu przez Niemcy Kłajpedy, dowództwo floty postanowiło rozpocząć prowadzenie rozpoznania niemieckiej żeglugi na trasie z Rzeszy do Prus Wschodnich oraz systematyczną obserwację Zatoki Gdańskiej. Od maja 1939 roku zaczęła obowiązywać w całej flocie sześciogodzinna gotowość. W tym okresie wszystkie jednostki dywizjonu uczestniczyły w intensywnych ćwiczeniach w Zatoce Gdańskiej i na południowym Bałtyku. Ćwiczono pływanie i manewrowanie w położeniu nawodnym i podwodnym, na różnych głębokościach oraz przy różnych prędkościach, wykonywano także strzelania torpedowe i artyleryjskie do celów morskich i powietrznych. Prowadzono także działania rozpoznawcze w pobliżu niemieckiej bazy w Piławie. Przed ogłoszeniem mobilizacji załoga „Orła” zdołała odbyć tylko jedną letnią kampanię szkoleniową, biorąc jednak pod uwagę, że załoga okrętu składała się z marynarzy opływanych na innych okrętach, stan jej wyszkolenia był dobry.

#### Plany operacyjne
Datowany na 30 marca 1939 roku rozkaz Nr 2 dowództwa na wypadek wojny, wyznaczał rejony atakowania okrętów i transportów nieprzyjaciela w celu zadania mu jak największych strat. Obok trzech innych okrętów (Sępa nie było jeszcze wówczas w kraju) wykonać miał go również „Orzeł”, pod warunkiem otrzymania sygnału „Burza”. Rozkaz operacyjny Nr 8/G z 7 kwietnia 1939 roku (którego wykonanie uzależnione było od otrzymania sygnału „Znak”) nakazywał dywizjonowi (cztery okręty) utworzenie zagrody stałej na przedpolu bazy (Hel-Gdynia) i Gdańska oraz obserwację i natychmiastowe meldowanie o zauważonych ruchach nieprzyjaciela. Rejon działań obejmował Zatokę Gdańską, ograniczoną od północy równoleżnikiem 54°54′N, od zachodu południkiem przechodzącym przez Jezioro Żarnowieckie (granica polsko-niemiecka) i od wschodu południkiem 19°20′E (granica gdańsko-niemiecka). Rozkaz ten dotyczył operacji przeciwko niemieckiej próbie zmiany statusu Wolnego Miasta Gdańsk, przy czym zakładano, że taka próba nie jest równoznaczna z wojną polsko-niemiecką. Rozkaz zakładał współdziałanie z flotą nawodną w operacji przeciwko Gdańskowi (operacja X). Uzupełnieniem „Znaku” był komunikat minowy „Morwa” z kwietnia 1939 roku. Zawierał on współrzędne geograficzne pojedynczych zagród minowych, oznaczonych kryptonimami literowymi od „A” do „I”. Kolejnym rozkazem był rozkaz minowy „Mazur” z 26 maja 1939 roku. Podzielono go na trzy sygnały wykonawcze: „Mazur Jeden”, „Mazur Dwa” i „Mazur Trzy”, nakazujące postawienie zapór minowych. Okręty typu Orzeł nie były przystosowane do stawiania min, jednak musiały mieć koperty z opisem planowanych do ustawienia w trakcie działań wojennych zagród minowych, aby mogły ustrzec się przed wpadnięciem na miny postawione przez inne polskie okręty.
Rozkazami, których realizację w praktyce podjęto, były stricte defensywne plany operacyjne „Worek” oraz „Rurka” z 24 sierpnia 1939 roku. Plany te zakładały defensywne wykorzystanie okrętów floty do obrony baz morskich na Helu i w Gdyni, zwłaszcza zabezpieczenia przed wysadzeniem niemieckiego desantu na wybrzeżach Zatoki Gdańskiej i na Helu. Plan „Worek” realizować miało pięć okrętów podwodnych Dywizjonu. Poszczególne jednostki miały zadanie atakować okręty niemieckie znajdujące się w sektorach dozorowania, które układały się gwiaździście wokół Półwyspu Helskiego i miały stanowić jego szczelną osłonę. Uzupełnieniem planu „Worek” był rozkaz operacyjny „Sygnałowy nr 1”, opracowany i podpisany przez dowódcę dywizjonu okrętów podwodnych. Przydzielał on poszczególnym okrętom podwodnym sektory działań oraz wskazywał miejsce ładowania baterii akumulatorów. Określał również seanse łączności KF i DF (krótko- i długofalowej) w relacji okręt–brzeg. Dowódca „Orła”, kmdr ppor. Henryk Kłoczkowski został – wraz z innymi dowódcami okrętów podwodnych – zapoznany z zatwierdzonym przez Szefa Kierownictwa Marynarki Wojennej planem „Worek” 31 sierpnia 1939 roku. Z innych dokumentów wykonawczych przekazanych na „Orła” należy wymienić rozkaz o kryptonimie „Smok”, który informował, że: „otrzymany jakimikolwiek środkami łączności oznacza rozpoczęcie działań wojennych przeciw Niemcom”.
Ostateczny plan operacji polskich okrętów podwodnych na wypadek niemieckiej agresji określony kryptonimem „Worek”, miał wybitnie defensywny charakter, zaś siły i środki w dyspozycji Marynarki Wojennej, nie pozwalały na pełne zabezpieczenie ich działalności operacyjnej. Nie istniały niezbędne w nowoczesnej wojnie podwodnej systemy rozpoznania, naprowadzania na cel, obrony przeciwlotniczej oraz przed siłami zwalczania okrętów podwodnych. Do dyspozycji dowódców polskich okrętów podwodnych pozostawały jedynie autonomiczne środki samoobrony okrętów, które nie dysponowały też żadnym rodzajem wsparcia operacyjnego.

### Operacje bałtyckie
W związku z ogłoszeniem 23 marca przez polski rząd częściowej mobilizacji wojsk spowodowanej zajęciem przez Niemcy Kłajpedy, 24 sierpnia kmdr por. Aleksander Mohuczy, dowódca Dywizjonu OP, zarządził pełną gotowość bojową. Załogi okrętów w ciągu kilku godzin uzupełniły na jednostkach zapasy paliwa, amunicji, torped, żywności i innych środków niezbędnych do prowadzenia walki na morzu przez 42 dni. Zdano z okrętów sprzęt ćwiczebny i wszystkie przedmioty zbędne, dokonano niezbędnych zmian personalnych. Załogom polecono przenieść na okręty wszystkie rzeczy osobiste, nie wyłączając mundurów wyjściowych oraz pobrać znaki tożsamości i sanitarne opatrunki osobiste. Dokonano przeglądu mechanizmów i systemów okrętowych oraz uzbrojenia. Wmontowano detonatory i zapalniki bojowe do torped. ORP „Orzeł” pobrał 125 sztuk amunicji do działa 105 mm i 1200 sztuk amunicji do działka 40 mm. Płatnik dywizjonu wydał dowódcy „Orła” równowartość 9 tys. dolarów w złocie i banknotach polskich, które ulokowano w kasie okrętu.
Podobnie jak i inne polskie okręty podwodne, wybuch wojny zastał „Orła” w porcie, co należy uznać za niedociągnięcie dowództwa floty. Okręt bazował w basenie portu wojennego na Oksywiu, cumując od zewnętrznej strony północnego molo. Na jednostce nie znajdowała się pełna załoga. Część podoficerów, za przyzwoleniem dowódcy okrętu, nocowała we własnych domach na Oksywiu. Również dowódca nie był obecny na okręcie. Około godziny 5:30 rano z Helu na okręt dotarł rozkaz dowódcy Dywizjonu Okrętów Podwodnych nakazujący wyjście w morze . Przed godziną 7.00 rano nad portem pojawiły się trzy niemieckie wodnosamoloty Heinkel He 59 (lub He 60). Początkowo zostały wzięte za własne maszyny, ale po ich rozpoznaniu otworzono do nich ogień przeciwlotniczy. Około godziny 7.00 „Orzeł” odcumował; opóźnienie (w stosunku do pozostałych okrętów Dywizjonu, które opuściły port około godziny 6) wynikało z tego, że nie wszyscy członkowie załogi zdążyli powrócić na czas z noclegów na lądzie. Szczęśliwie dla okrętu mgły i słaba widoczność w rejonie Gdyni utrudniły samolotom niemieckim rozpoznanie miejsc stacjonowania polskich okrętów, a mgła na lotnisku w Słupsku opóźniła wylot niemieckich bombowców.

#### Realizacja planu Worek
Na wodach Zatoki Gdańskiej dowódca okrętu otrzymał od dowódcy Dywizjonu OP rozkaz otwarcia koperty zawierającej wytyczne planu „Worek”. Zgodnie z nim jednostka miała operować w sektorze wewnętrznym na Zatoce Gdańskiej na zachód od linii: stara latarnia w Jastarni – ujście Martwej Wisły, natomiast sektor przewidziany na ładowanie baterii znajdował się przy boi Depki. Sektor dla „Orła” wybrany został z myślą o zabezpieczeniu podejść do portów w Gdyni i na Helu przed spodziewaną akcją dużych okrętów Kriegsmarine. Akwen na którym działać miał „Orzeł” był wprawdzie płytki, jednak względnie bezpieczny, bo znajdował się w zasięgu baterii artylerii nadbrzeżnej z Płw. Helskiego i Oksywia, które ubezpieczać miały jego działania – w zamyśle dowództwa Floty „Orzeł” miał stanowić odwód floty. W ramach rozkazu okręty podwodne otrzymały pozwolenie na atakowanie okrętów przeciwnika klasy kontrtorpedowca i większych oraz uzbrojonych lub konwojowanych statków handlowych (transportowych). Zgodnie z postanowieniami Protokołu londyńskiego z 1936 roku, płynące samotnie statki nieuzbrojone można było zatopić wyłącznie po wcześniejszym zatrzymaniu, sprawdzeniu ładunku i zapewnieniu załodze bezpiecznego zejścia do szalup ratunkowych. Tej treści obostrzenie, wobec bezwzględnej przewagi niemieckiego lotnictwa i floty (aczkolwiek wymuszone przez obowiązujące ówcześnie prawo międzynarodowe) w praktyce uniemożliwiało jakiekolwiek zwalczanie żeglugi przeciwnika za pomocą okrętów podwodnych i z powodu swojej irracjonalności z punktu widzenia taktyki działań morskich, szybko zostało zarzucone przez wszystkie strony działań morskich podczas drugiej wojny światowej.

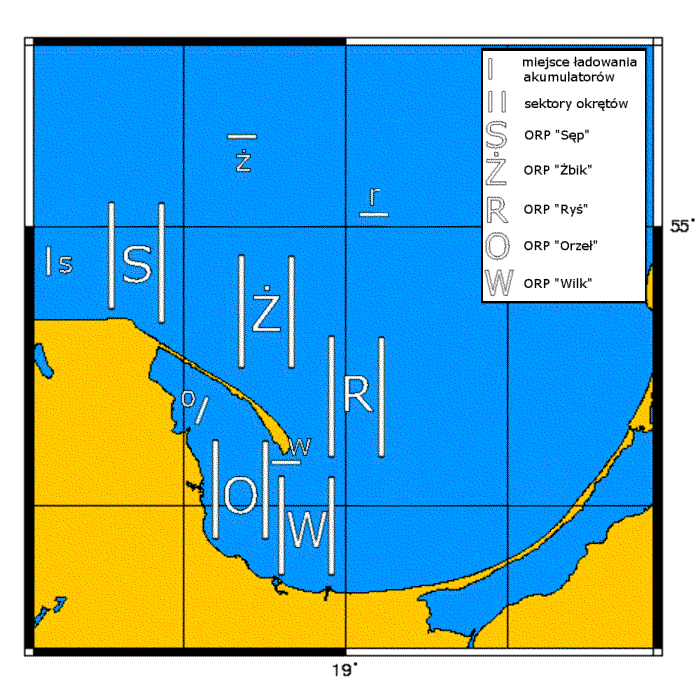
Sektory operacyjne dla okrętów podwodnych w Planie „Worek”

„Orzeł” – jako jedyny z pięciu polskich okrętów podwodnych – do wyznaczonego sektora zamiast w zanurzeniu dotarł w położeniu nawodnym. Pierwszego dnia wojny, ze względu na całkowitą dominację w powietrzu lotnictwa niemieckiego, okręt zanurzył się na znaczną głębokość i rzadko dokonywał obserwacji na głębokości peryskopowej . Wieczorem jednostka otrzymała dwa komunikaty. Pierwszy z dowództwa Dywizjonu informujący o terminach przekazywania komunikatów na okręty podwodne. Drugi z ORP „Wilk”, w którym informowano o zauważeniu niemieckich niszczycieli. Po zapadnięciu zmroku „Orzeł” wynurzył się i rozpoczął ładowanie akumulatorów. Rankiem 2 września o godz. 4.05 okręt zanurzył się i rozpoczął patrol w swoim sektorze. Z głębokości peryskopowej dowódca obserwował nalot niemieckich bombowców i zatopienie zmobilizowanego przybrzeżnego statku pasażerskiego „Gdynia”, który miał pełnić rolę okrętu bazy zmobilizowanych kutrów rybackich, sformowanych w Oddział Kutrów Trałowych. W trakcie nalotu dostrzeżono „Orła” i kilka samolotów obrzuciło go bombami. Okręt zdołał jednak zanurzyć się i uniknął uszkodzeń. O godz. 13:35 w celu dokonania wentylacji dowódca rozkazał półwynurzenie. Tego dnia polskie dowództwo zaplanowało przeprowadzenie ataku torpedowego na pancernik „Schleswig-Holstein”, który według uzyskanych informacji miał wypłynąć na wody Zatoki Gdańskiej i ostrzelać polskie pozycje na Helu. Dowódca Dywizjonu nadał rozkaz dla „Orła”, aby ten zbliżył się do gdańskiego portu i wykonał atak torpedowy po wyjściu pancernika z kanału portowego . Dowódca „Orła” nie wykonał rozkazu podejścia pod Gdańsk, w rozmowie z oficerami stwierdził, że jest tam za płytko, a sama depesza z rozkazem jest niezrozumiała. Z ataku nic nie wyszło również z tego powodu, że „Schleswig-Holstein” nie opuścił kanału portowego. „Orzeł” przebywał w zanurzeniu do 19.50 następnie wynurzył się i rozpoczął ładowanie akumulatorów. W tym czasie doszło do spotkania z motorówką „M.G.”, od załogi której otrzymano informacje o sytuacji na Wybrzeżu. Około godz. 22.00 2 września w pobliżu Jastarni nawiązano kontakt z ORP „Wilk”. Okręty zbliżyły się do siebie, a dowódcy odbyli krótką rozmowę .

#### Zmiana sektora – odejście pod Gotlandię
3 września okręt przez cały dzień leżał zanurzony na dnie w pobliżu Jastarni. Nie wykonywał patroli na głębokości peryskopowej, pomimo tego, że nie był atakowany. Następnego dnia kmdr ppor. Kłoczkowski zdecydował o opuszczeniu sektora i skierowaniu jednostki na północ w okolice Gotlandii . Wezwał poruczników mar. Andrzeja Piaseckiego i Floriana Roszaka i poinformował ich, że ze względu na zagrożenie ze strony niemieckiego lotnictwa i w celu poszukiwania niemieckich statków na liniach komunikacyjnych „Orzeł” zmienia sektor operacyjny. Decyzję tę podjął samodzielnie bez informowania Dowódcy Floty, kontradmirała Józefa Unruga oraz dowódcy Dywizjonu, kmdr por. Mohuczego . Jednostka zanurzyła się o godz. 3.50 i popłynęła w stronę wejścia do portu gdańskiego, a następnie na północ. O godz. 15.05 na głębokości peryskopowej „Orzeł” został zauważony przez niemiecki samolot i natychmiast zanurzył się głębiej. Po dziesięciu minutach został na głębokości 40 metrów obrzucony bombami głębinowymi przez niewielkie okręty niemieckie. Okręt zszedł na głębokość 70 metrów i próbował oddalić się od miejsca, gdzie eksplodowały bomby. O godz. 16.00 kmdr ppor. Kłoczkowski chcąc zorientować się w sytuacji wydał rozkaz wynurzenia się na głębokość peryskopową. Jednak okręt został wykryty i ponownie zaatakowany bombami głębinowymi. Przez 20 minut Niemcy zrzucili dziesięć bomb. Druga z nich eksplodowała tak blisko lewej burty, że przez tłumik jednego z silników diesla zaczęła wlewać się woda. Okręt zanurzył się jeszcze głębiej, i aby nie dać się wykryć nie zmieniał swojej pozycji. O godz. 22.00 okręt popłynął w zanurzeniu dalej na północ. Przed północą jednostka wynurzyła się, a załoga dokonała przeglądu i naprawy m.in. nieszczelnych balastów.
W rejon Gotlandii „Orzeł” dotarł rankiem 5 września i przez cały dzień znajdował się w zanurzeniu. O godz. 19.30 wynurzył się i rozpoczął ładowanie baterii. W tym czasie na jednostkę dotarł radiogram od kmdr por. Mohuczego, w którym wyznaczono nowe sektory dla okrętów podwodnych. „Orłowi” przydzielono sektor o szerokości 60 Mm, rozciągający się południkowo, na wschód od 19°E w rejonie Zat. Gdańskiej. Okręt miał pełnić dozór w południowej części sektora, w rejonie niemieckiego portu Pillau (obecnie Bałtijsk), odpoczynek i ładowanie baterii akumulatorów dozwolone było w północnej części sektora. Rozkazy te miały obowiązywać od 7 września od godz. 4.00 rano. Sygnał został odebrany na „Orle”, jednak dowódca okrętu uznał, że wykonanie tego rozkazu jest niemożliwe i rozkazał zanotować w dzienniku depesz, że treść sygnału jest niezrozumiała. „Orzeł” znajdował się daleko na północ od wyznaczonego sektora, o czym dowództwo nie wiedziało. Brak wiadomości o opuszczeniu Zatoki Gdańskiej i przejściu „Orła” na północ spowodował, że dowództwo przesłało w nocy 6 września specjalną depeszę ze wskazaniem nowego sektora oraz informację o niezbliżaniu się do zachodniej części dotychczas zajmowanego sektora. Wynikało to z faktu zajęcia lotniska w Pucku przez Luftwaffe. Kolejne dwa dni wojny przebiegły spokojnie. Okręt nie był atakowany, ale również nie napotkał żadnego celu. 7 września doszło do spotkania z ORP „Sęp”. Kmdr ppor. Kłoczkowski poprosił dowódcę bliźniaczego okrętu, kmdr ppor. Władysława Salomona o przejście na fonię. Jednak Salomon odmówił. Wobec tego Kłoczkowski nadał wiadomość, że kieruje okręt na północ. W praktyce decyzja ta oznaczała wyłączenie „Orła” z dalszej walki z Kriegsmarine. Z drugiej jednak strony gwarantowała bezpieczeństwo jednostce. Kolejne dni przebiegały spokojnie, okręt nie był atakowany, a jedynym napotkanym statkiem był płynący w znacznej odległości transportowiec o nieustalonej przynależności państwowej. W tym czasie okręt był zagrożony tylko raz kiedy wpłynął w pole minowe ocierając się o minliny. Z każdym dniem pogarszał się nastrój załogi. Wynikało to z informacji o sytuacji w kraju otrzymywanych drogą radiową, jak również z powodu braku własnych sukcesów. Szansa na poprawę morale załogi nadarzyła się 12 września, gdy na pozycji pomiędzy Gotlandią, a Estonią „Orzeł” namierzył przepływający w niedalekiej odległości niemiecki zbiornikowiec „Bremen”. Oficerowie sugerowali dowódcy przeprowadzenie ataku torpedowego lub abordażu. Kmdr ppor. Kłoczkowski odmówił oświadczając, że wroga jednostka nie jest załadowana i nie zaatakuje jej oraz jej nie zatrzyma. Podejmując tę decyzję dowódca był już w złym stanie zdrowotnym.

#### Niedyspozycja dowódcy
Dowódca na problemy z żołądkiem skarżył się już 2 września informując oficerów, że zatruł się w kasynie oficerskim na Oksywiu 31 sierpnia. Od tego czasu nie jadał w mesie, ale we własnej kabinie, gdzie według oficerów miał zapas żywności. Żywność potajemnie dostarczać mu mieli podoficerowie . Oficerowie podejrzewali, że dowódca symuluje chorobę. Podczas ładowania baterii, Kłoczkowski korzystając z pomocy wachtowych wychodził na pokład i siadał blisko koła ratunkowego. W sytuacji konieczności szybkiego zanurzenia takie zachowanie dowódcy narażało okręt na zniszczenie przez samoloty lub okręty wroga. Od 5 września stan dowódcy zaczął pogarszać się, od 8 września dowódca okrętu nie przyjmował żadnych pokarmów poza herbatą . Na nierozpoznaną chorobę skóry chorowało również kilku członków załogi. Sprawa była na tyle poważna, że 10 września zastępca dowódcy kapitan mar. Jan Grudziński poinformował dowódcę Dywizjonu, kmdr. por. Mohuczego o chorobie Kłoczkowskiego. Wyjaśnił, że prawdopodobnie komandor cierpi na chorobę żołądka i nie może dalej pełnić swoich obowiązków. Mohuczy po konsultacji z kontradmirałem Unrugiem przesłał na okręt rozkaz wysadzenia dowódcy w jednym z neutralnych portów szwedzkich lub fińskich i operowanie dalej pod dowództwem zastępcy, bądź ostrożne podejście na Hel w celu zmiany dowódcy. Polecono również natychmiastowe zameldowanie o podjętej decyzji . Odpowiedź nie nadeszła – Kłoczkowski przez dwa kolejne dni rozważał rozkaz Dowództwa Floty, a stan jego zdrowia jeszcze bardziej się pogorszył. W 1942 roku zeznał przed Morskim Sądem Wojennym, że na objawy dezorientacji i utraty równowagi przyjmował chininę. 3 września po zażyciu większej dawki tego alkaloidu doznał torsji. Być może dowódca „Orła” zażywał chininę regularnie, co doprowadziło do przedawkowania. Przedawkowanie chininy może skutkować zaburzeniem pracy narządów równowagi, jak również innymi dolegliwościami, które obserwowano u Kłoczkowskiego . Oficerowie w związku z pogarszającym się stanem zdrowia dowódcy sugerowali, aby podejść jak najbliżej Gotlandii, tak aby mógł on opuścić okręt na łodzi. Kłoczkowski odrzucił tę propozycję, nie chcąc aby dowództwo przejął Grudziński. Przekonał oficerów, że najlepszym rozwiązaniem będzie zawinięcie do Tallinna, gdzie mógłby skorzystać z pomocy lekarskiej oraz gdzie można byłoby dokonać naprawy sprężarki elektrycznej. Wybór estońskiego portu dowódca uzasadniał kontaktami, jakie nawiązał w okresie służby w rosyjskiej marynarce oraz podczas wizyt kurtuazyjnych w tym porcie w okresie międzywojennym. 13 września „Orzeł” obrał kurs na północny wschód i popłynął do stolicy Estonii.

#### Epizod talliński

##### Internowanie
14 września w godzinach wieczornych „Orzeł”, płynąc na powierzchni z zapalonymi światłami pozycyjnymi i pod banderą, minął wyspy Naissaar i Paljusaar i około godziny 21.30 wpłynął na wody Zatoki Tallińskiej. Na redzie portu w Tallinnie stanął w dryfie i nadał aldisem do stacji brzegowej sygnał o przybyciu . W pół godziny później przybyła pilotówka. Proszony o zabranie na ląd chorego kmdr. ppor. Kłoczkowskiego pilot estoński odmówił i odpłynął po dyrektywy, polecając Polakom zaczekać na odpowiedź. 15 września około godz. 1 w nocy kmdr Rudolf Linnuste – szef sztabu Sił Morskich Estonii, poinformowany o pojawieniu się na redzie Tallinna polskiego okrętu podwodnego, polecił komendantowi portu wojennego, kmdr. ppor. Mihkelowi Kõvameesowi, udać się na polski okręt w celu wyjaśnienia sytuacji i pozostania przy nim do chwili otrzymania dalszych dyspozycji. O godzinie 1.30 kmdr Kövamees na pokładzie motorówki portowej nr 10 przypłynął do „Orła”, wkrótce (około godziny 2 – 2.20) dołączyli do niego kolejni estońscy oficerowie: m.in. kmdr Rudolf Linnuste, szef II Oddziału estońskiego Sztabu Generalnego płk. Villem Saarsen, dowódca estońskiego okrętu podwodnego „Kalev” kpt. mar. Verner Puurand  . Estońska komisja uzyskała pozwolenie wejścia na pokład „Orła”. Estończyków poinformowano, że przyczyną wejścia na wody estońskie jest konieczność udzielenia pomocy medycznej dowódcy „Orła”. Na uwagę oficerów estońskich, że jest to powód niewystarczający do udzielenia azylu, i sugestię, że jedynie uszkodzenia okrętu mogą być takim powodem, kmdr. Kłoczkowski zgłosił też potrzebę naprawy uszkodzonej sprężarki. Komisja estońska dokonała inspekcji okrętu i wyraziła zgodę na udzielenie kmdr. Kłoczkowskiemu pomocy lekarskiej w tallińskim szpitalu. Schodzący na ląd dowódca „Orła” miał zarazem załatwić wszystkie formalności związane z pobytem okrętu w Tallinnie  .

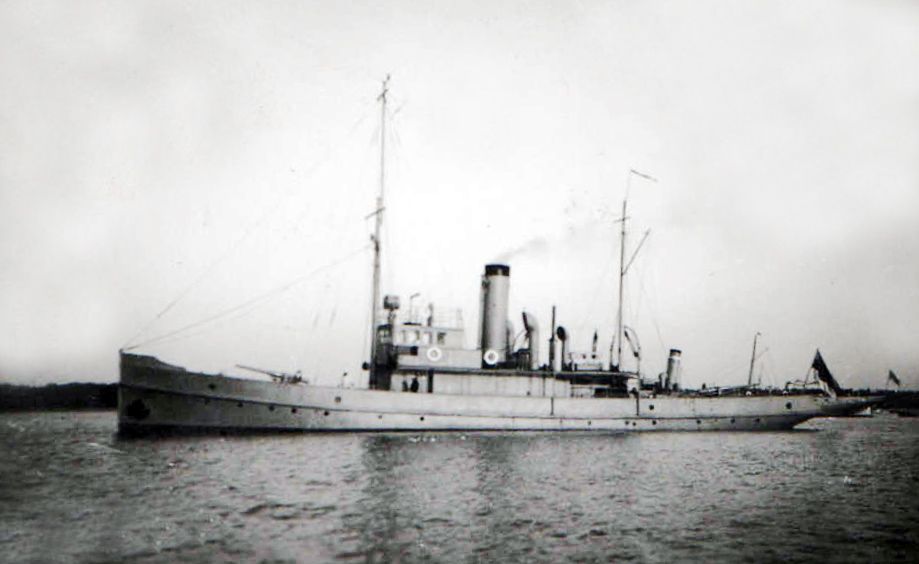
Estońskie awizo (kanonierka) „Laine”, która asystowała przy internowaniu „Orła” w Tallinnie

Około godziny 3 rano 15 września kmdr Henryk Kłoczkowski w towarzystwie ppor. mar. Mariana Mokrskiego na pokładzie motorówki nr 10 udał się na ląd, do dowódcy floty estońskiej, kmdr. Valeva Mere, gdzie oczekiwał ich także polski attaché wojskowy w Tallinnie, ppłk. dypl. Stanisław Szczekowski. Po złożeniu wyjaśnień, że celem zawinięcia okrętu do Tallinna jest wyokrętowanie chorego dowódcy oraz naprawa uszkodzeń, Polacy dowiedzieli się, że władze estońskie wyraziły zgodę na zawinięcie „Orła” do Tallinna celem naprawy uszkodzeń okrętu. Równocześnie zakomunikowano im, że postój okrętu musi być przedłużony do 48 godzin, ponieważ 15 września z Tallinna ma wyjść niemiecki tankowiec „Thalatta” . Po tej rozmowie Kłoczkowski udał się do szpitala, gdzie został zbadany przez płk. dr. Heinricha Multera, i gdzie już pozostał. Ppor. Mokrski po zabiegu dentystycznym (wyrwanie zęba) powrócił około godziny 6 rano na okręt i zawiadomił kpt. Grudzińskiego o decyzji władz portowych o udzieleniu pozwolenia na pobyt okrętu oraz o tym, że kmdr Kłoczkowski musiał być hospitalizowany  .
W tym samym czasie wymontowano z okrętu uszkodzoną sprężarkę i przekazano ją do naprawy na ląd, jednocześnie część załogi zeszła na ląd w celu skorzystania z łaźni. Na polecenie miejscowych władz marynarze zostali przebadani przez lekarza, który stwierdziwszy silną wysypkę u mata Mariana Barwińskiego nakazał skierowanie go na obserwację do szpitala. Jednocześnie estońska komisja, która wizytowała „Orła”, przekazała swój raport naczelnemu dowódcy Estońskich Sił Zbrojnych gen. Johanowi Laidonerowi. Stwierdzała w nim, że zgłoszone uszkodzenia nie są poważne i nie zagrażają bezpieczeństwu okrętu. Na podstawie tego raportu, po naradzie, pomiędzy godziną 6 a 10.30 tego dnia, Estończycy zadecydowali o internowaniu polskiego okrętu  .
15 września o godzinie 11.25–11.35 do „Orła” stojącego na redzie podpłynęły trałowiec „Sulev” i awizo „Laine” oraz holownik. Kmdr. ppor. Johannes Santpank, flagowy oficer nawigacyjny estońskiej Marynarki Wojennej, przekazał kpt. Grudzińskiemu, pełniącemu obowiązki dowódcy „Orła”, decyzję o internowaniu okrętu i załogi. Polecił mu też wprowadzić okręt do portu. Kpt. Grudziński wyraził sprzeciw wobec decyzji o internowaniu, odmówił współpracy i zszedł z mostka. „Orzeł” został zaholowany do basenu portu wojennego w Tallinnie pomiędzy godziną 12 a 13 i zacumowany przy nabrzeżu, rufą w kierunku wyjścia z portu. Estończycy niezwłocznie przystąpili do rozbrajania załogi z broni osobistej, usunęli zamki z dział okrętu, zabrali pomoce nawigacyjne, mapy i dziennik nawigacyjny, rozpoczęli wyładowywanie amunicji i torped. Okręt wzięto pod straż – w pobliżu kotwiczyły estońskie okręty, na „Orle” wystawiono trzyosobowy posterunek  .
Kpt. Grudziński, po uzyskaniu pozwolenia władz estońskich i w towarzystwie estońskiego oficera, skontaktował się z polskim attaché wojskowym oraz ambasadorem Wacławem Przesmyckim. Ci zalecili zastosowanie się do decyzji władz estońskich, zachowanie spokoju oraz zniszczenie tajnych dokumentów (szyfrów, książki szyfrowanych depesz oraz map z naniesionymi polami minowymi). Ambasador Przesmycki wystosował notę do rządu estońskiego protestując przeciwko decyzji o internowaniu „Orła”, w odpowiedzi minister spraw zagranicznych Estonii Karl Selter wyraził ubolewanie i poinformował, że decyzja o internowaniu nie ulegnie zmianie . Po powrocie na okręt kpt. Grudziński rozkazał por. Piaseckiemu dopilnować wykonania rozkazu zniszczenia tajnych dokumentów – pod jego kierunkiem bosman Kotecki oraz mat Świebocki je spalili. 16 września kontynuowano rozbrajanie okrętu i dostarczono na okręt odezwę Sztabu Generalnego Sił Zbrojnych Estonii, w której znajdowało się zobowiązanie do pozostania w Estonii – polscy marynarze mieli ją przeczytać i podpisać .

##### Ucieczka
Podczas przygotowywania się do wyładunku torped 16 września okazało się, że dźwig portowy ma za krótkie ramię by wydobyć torpedy z rufowych wyrzutni. Aby to umożliwić, władze portowe zdecydowały o zmianie ustawienia okrętu – w następnym dniu okręt miał zostać obrócony dziobem w kierunku wyjścia z basenu. Ponadto mimo polecenia gen. Laidonera o jak najszybszym wyokrętowaniu załogi, polska załoga pozostała na okręcie. To zwiększało szansę na powodzenie ucieczki, o której członkowie załogi przemyśliwali . Wieczorem 16 września opracowano plan ucieczki z Tallinna, przyjmuje się, że jego głównym autorem i osobą odpowiedzialną za realizację był por. Piasecki .
Korzystając z tego, że Estończycy potrzebowali pomocy polskich specjalistów w pracach związanych z rozbrajaniem i demontażem urządzeń okrętu, postanowiono dyskretnie opóźniać i sabotować te prace. Następnego dnia (w niedzielę 17 września) estoński holownik przestawił „Orła” dziobem ku wyjściu z portu. Estończycy przystąpili do pracy. W umówionej chwili por. mar. Piasecki wywołał z przedziału rufowego na pokład estońskiego oficera, który asystował przy wyładunku torped. Gdy Estończyk wyszedł, mat Prządak wraz z matem Giełdoniem przecięli stalową linę, przy pomocy której miano wyciągać torpedę do góry. Nastąpiła więc przymusowa przerwa w pracy. Wymiana lub naprawa zniszczonej liny miała być dokonana w ciągu kilku godzin, co jednak do wieczora nie nastąpiło. Dzięki temu sześć torped pozostało na okręcie . Także rozłączenie wałów śrubowych udało się odwlec, gdyż gospodarz działu maszynowego, starszy bosman Waldemar Foterek, oświadczył Estończykom kategorycznie, iż najpierw wszystko musi być dokładnie wyczyszczone i naoliwione, a potem dopiero można demontować. Bosman Kotecki zapobiegł demontażowi żyroskopu. Bosman Narkiewicz, pływając na bączku po basenie portowym i na trasie wyjścia z portu na redę pod pozorem łowienia ryb dokonał sondowania głębokości basenu. Niektórzy spośród marynarzy zdobyli informacje na temat przepisów i zwyczajów miejscowych władz wojskowych i portowych oraz ustalili rozmieszczenie stanowisk portowych reflektorów i artylerii. Inni nadpiłowali cumy łączące okręt z nabrzeżem od strony burty .
Gdy wszystkie przygotowania dobiegły końca, na wieczornej odprawie kpt. Grudziński zdecydował, że ucieczka nastąpi w nocy z 17 na 18 września. Ustalono, że sygnał do unieszkodliwienia estońskich strażników da por. Piasecki, który też dokonał wyboru ludzi odpowiednich do przeprowadzenia tego zadania. Zalecił on im kategorycznie, aby obezwładnienie Estończyków nastąpiło w sposób bezkrwawy, możliwie w jak najbardziej humanitarnej formie . O godzinie 2.00 po tym, jak z pokładu zszedł estoński oficer wizytujący okręt, por. Piasecki dał sygnał rozpoczęcia akcji. Bosmaci Świebocki i Olejnik podeszli do stojącego przy trapie na molo strażnika, namówili do wejścia na pokład, obezwładnili go, a potem wciągnęli pod pokład. W tym samym czasie bosman Piegza sterroryzował pistoletem strażnika siedzącego w centrali. Starszy marynarz Chojecki wybiegł na molo z siekierą i przeciął kabel elektryczny, zasilający okręt z sieci portowej . Wskutek zwarcia zgasły światła w basenie portu, z wyjątkiem nabieżników.
Na okręcie zarządzono alarm. Podoficerowie i marynarze, którzy dotąd udawali pogrążonych we śnie, zajęli swe stanowiska alarmowe. Odbijający od nabrzeża okręt zerwał podpiłowane cumy, jednak kierując się ku wyjściu z portu został oświetlony światłem reflektorów, ostrzelany z broni maszynowej i wszedł na ostrogę falochronu. „Orzeł” został unieruchomiony, uszkodzeniu uległ przecinak sieci na dziobie okrętu, jednak załodze udało się ściągnąć okręt z falochronu i kontynuować ucieczkę. Wychodzący na redę okręt został ostrzelany przez baterie artylerii nadbrzeżnej. Głębokość morza (około 35 metrów) pozwoliła mu na stopniowe zanurzanie. Wkrótce zniknął pod powierzchnią wody, by po przejściu kilku mil położyć się na dnie. Estończycy wysłali okręty i samoloty, które w dniach 18–19 września poszukiwały „Orła” , na „Orle” usłyszano wybuchy czterech bomb głębinowych . Przez cały dzień okręt przeleżał na dnie Zatoki Fińskiej, m.in. z tego powodu, że baterie były rozładowane w 80% . Kiedy zapadły ciemności, „Orzeł” wynurzył się na powierzchnię i rozpoczął ładowanie akumulatorów.

##### Kontrowersje
Z kwestią internowania (i ucieczki) „Orła” wiąże się wiele kontrowersji. Według niektórych polskich marynistów internowanie polskiego okrętu podwodnego było bezprawne i wynikało z nacisków dyplomatycznych Niemiec oraz ZSRR , inni zwracali uwagę na bierność polskich dyplomatów akredytowanych w Tallinnie w tej sprawie, względnie stawiali pytania o znajomość prawa międzynarodowego w zakresie neutralności wojennej, zarówno przez polskich dyplomatów, jak oficerów i kierownictwo Marynarki Wojennej . W świetle obowiązujących na Bałtyku w roku 1939 regulacji prawnych dotyczących neutralności (Konwencja haska z 18 października 1907, Deklaracja sztokholmska z 27 maja 1938, Umowa ryska z 18 listopada 1938 roku) chęć wyokrętowania chorego ani potrzeba dokonania naprawy uszkodzenia niestwarzającego zagrożenia zatonięcia okrętu, nie upoważniały do korzystania przez okręt podwodny strony wojującej z prawa azylu w portach neutralnej Estonii . Zostało to podkreślone w uzasadnieniu wyroku Morskiego Sądu Wojennego w sprawie przeciwko kmdr. Kłoczkowskiemu. Pojawiały się też zarzuty, że estoński rząd zastosował skrajnie niekorzystną dla Polski, tendencyjną interpretację wewnętrznego i międzynarodowego prawa, mając, w mniemaniu protagonistów tego poglądu, dobre podstawy prawne dla umożliwienia „Orłowi” opuszczenia Tallinna, nawet w sytuacji gdy powody jego wejścia na wody terytorialne tego państwa nie miały podstawy prawnej, bądź wynikały ze złej interpretacji prawa. Furtkę taką stanowić miałoby to, że „Orzeł” przybył na redę Tallinna w dobrej wierze, w wynurzeniu, stosując się formalnie do przepisów przepływania przez wody neutralne zawartych w XIII konwencji haskiej . Teza ta spotkała się z repliką wskazującą na to, że jest to interpretacja sprzeczna z praktyką stosowania prawa o internowaniu w podobnych sytuacjach w przeszłości, oraz podkreślającą to, że państwo neutralne ma obowiązek internować okręt belligerenta, w sytuacji gdy ten deklaruje chęć skorzystania z portu jako bazy dla wyokrętowania chorego i naprawy takich uszkodzeń, które nie zagrażają zatopieniem okrętu .
Niektórzy historycy zarzucali kpt. Grudzińskiemu, że nie wyszedł z Tallinna już 15 września, po powrocie ppor. Mokrskiego z lądu, czym uchroniłby okręt przed internowaniem i rozbrojeniem . Jednak, jak zauważyli polemiści, taka ucieczka byłaby jaskrawym pogwałceniem neutralności Estonii i mogłaby dać ZSRR podstawy do legitymizacji postanowionej na mocy paktu Ribbentrop-Mołotow agresji w dniu 17 września. Wiadomo było, że utrata niepodległości przez Estonię jest właściwie przesądzona. Ucieczka 18 września – dzień po tej agresji, miała miejsce w innej sytuacji politycznej i mogła być uważana jako usprawiedliwiona samopomoc wobec zagrożenia, że okręt internowany w Estonii wpadnie w ręce państwa, które dokonało agresji na Polskę – brak reakcji ze stron państw zainteresowanych (z wyjątkiem ZSRR) wskazuje, że tak też ją potraktowano .
Historycy zwracali uwagę na to, że akcja ucieczki miała charakter oddolnego zrywu całej załogi  (lub też na taki została upozowana przez dowództwo okrętu), co także mogłoby osłabiać negatywny wydźwięk złamania prawa międzynarodowego. To dało asumpt do stwierdzenia, że w skomplikowanej sytuacji prawnej i politycznej kpt. Grudziński, mimo niefortunnie sformułowanych instrukcji KMW i poleceń kmdr. Kłoczkowskiego, postąpił prawidłowo .
Kolejną kontrowersyjną sprawą jest postawa władz estońskich – pojawiały się opinie, że początkowe przyznanie prawa do wyokrętowania chorego i naprawy sprężarki było podstępem, mającym na celu „zwabienie” okrętu do portu i ułatwienie jego internowania , podobnie interpretowane było przystanie na wybieg niemieckiego ambasadora, polegający na poleceniu wyjścia niemieckiemu statkowi „Thalassa” w celu przetrzymania „Orła” w Tallinnie o kolejne 24 godziny. Internowanie okrętu przed wyznaczonym początkowo 48 godzinnym limitem czasowym pobytu było odbierane przez niektórych jako przejaw uległości małego państwa, które, w ten sposób podkreślając swoją neutralność, chciało przypodobać się III Rzeszy i ZSRR i odwieść te mocarstwa od zamiaru inkorporacji Estonii . Jak jednak zauważali inni autorzy, nie znaleziono na to wystarczających dowodów, a wiele wskazuje na to, że początkowa decyzja o przyznaniu prawa do skorzystania z portu wynikała z przyjęcia za dobrą monetę informacji o awarii, podanej przez kmdr Kłoczkowskiego jako powód do wejścia do portu. Dopiero po ustaleniach estońskiej komisji badającej stan okrętu, która pokazała w swoim raporcie, że stan faktyczny okrętu mimo deklarowanej awarii nie był krytyczny, władze estońskie podjęły decyzję o internowaniu, przyznając jednocześnie, że wobec wcześniejszych deklaracji o przyznaniu azylu stawia je to w niezręcznym, przykrym położeniu  . Pobłażliwe traktowanie załogi „Orła” przez Estończyków oraz relacje estońskich oficerów dowodzących portowymi reflektorami i bateriami nadbrzeżnymi, z których wynika, że podczas ucieczki „Orła” mieli otrzymać od szefa sztabu estońskiej marynarki wojennej i od płk. Saarsena rozkazy o zaprzestaniu oświetlania uciekającego okrętu, bądź też strzelania tak, by nie trafić, jak również przerwanie ostrzału „Orła” przez niektóre baterie, wskazują na to, że Estończycy nie uczynili wszystkiego, co mogli uczynić, by zapobiec ucieczce, ani by zatrzymać uciekający okręt  .

##### Konsekwencje
W wyniku śledztwa przeprowadzonego w Tallinnie po ucieczce internowanego „Orła” dowódca marynarki wojennej Estonii i jego szef sztabu, kmdr. Valev Mere i Rudolf Linnuste, odpowiedzialni za zatrzymanie „Orła” w porcie i jego rozbrojenie, zostali, decyzją prezydenta Republiki Estońskiej, zdymisjonowani  . Marynarze estońscy, obezwładnieni na pokładzie „Orła” podczas jego ucieczki z Tallinna: Roland Kirikmaa i Boris Mahlstein, zostali 21 września 1939 roku wyokrętowani na szalupę u wybrzeży Gotlandii. Ich uwolnienie miało wykazać, że enuncjacje niemieckich rozgłośni radiowych, twierdzących, że estońscy strażnicy zostali zamordowani przez Polaków, są nieprawdziwe. Ze Szwecji do Estonii marynarze estońscy obezwładnieni na „Orle” powrócili samolotem 24 września 1939 roku.
Sposób dowodzenia „Orłem” w pierwszej połowie września 1939 roku i doprowadzenie do jego internowania stało się przedmiotem dochodzenia polskiego Morskiego Sądu Wojennego w Londynie. Wyrok wydany dnia 3 sierpnia 1942 roku uznawał kmdr. Kłoczkowskiego za winnego zbrodni przeciwko obowiązkowi wierności żołnierskiej (m.in. z powodu samowolnego opuszczenia wyznaczonego rejonu patrolowania, nieposłuszeństwa rozkazom, doprowadzenia do internowania i rozbrojenia okrętu wojennego, którym dowodził) i skazywał go na 4 lata więzienia (tej kary ze względu na wojnę nie wykonano), degradację i wydalenie z Marynarki Wojennej RP. Najwyższy Sąd Wojskowy, po wniosku obrońcy o ponowne rozpatrzenie sprawy i zasięgnięciu w 1948 roku opinii biegłych, nie zmienił wyroku sądu niższej instancji.
Ucieczka „Orła” z Tallinna 18 września miała reperkusje międzynarodowe – została wykorzystana przez decydentów rosyjskich jako pretekst do oskarżenia Estonii o sprzyjanie Polsce, ułatwienie ucieczki okrętu oraz udostępnianie przez to państwo „tajnych baz” dla okrętów operujących przeciwko żegludze ZSRR. W ramach akcji propagandowej, która miała przygotować grunt dla działań dyplomatycznych przeciwko Estonii, radzieckie stacje radiowe nadały 27 września komunikat o zatopieniu tego dnia na wodach Zatoki Fińskiej przez niezidentyfikowany okręt podwodny statku „Metallist”, w wyniku czego miało zaginąć pięciu członków załogi, zaś następnego dnia TASS podała, że statek „Pionier”, zaatakowany u wejścia do cieśniny Narewskiej przez nierozpoznany okręt podwodny, został osadzony na mieliźnie przez załogę  . W ocenie historyków, badających te informacje i okoliczności ich podania, do żadnego zatopienia radzieckich statków przez obce okręty podwodne nie doszło, a opisane incydenty były zainscenizowanymi działaniami Floty Bałtyckiej ZSRR podjętymi na rozkaz komisarza ludowego dowódcy floty radzieckiej Nikołaja Kuzniecowa . „Orzeł” w tym czasie był już w pobliżu Gotlandii, nie mógł w związku z tym atakować wymienionych jednostek. Wymienione jednostki nie były zaś statkami handlowymi, tylko pomocniczymi okrętami radzieckiej Floty Bałtyckiej. Według zeznań ujętego w czasie wojny zimowej radzieckiego oficera marynarki, ataki na okręty radzieckie miały być przeprowadzone przez radziecki okręt podwodny Szcz-303 (ros. Щ-303). Inne źródła podają, że do wykonania ataku, w sytuacji gdyby negocjacje dyplomatyczne z rządem estońskim nie układały się po radzieckiej myśli, wyznaczony był Szcz-322 (ros. Щ-322), jednak do ataku torpedowego w jego wykonaniu najprawdopodobniej nie doszło  . Nie ma zarazem dowodów na to, by wymienione jednostki („Metallist” i „Pionier”) uległy w tym czasie zatopieniu w wyniku ataku torpedowego – rzekomo zniszczony „Metallist” latem 1940 roku był widziany w Tallinnie, a zatopiony został dopiero w 1941 roku, „Pionier” natomiast w 1940 roku został przebazowany na Morze Kaspijskie  . Propagandowe nagłośnienie tych „incydentów” przez ZSRR miało dowieść, że Estonia nie jest w stanie sama ochronić własnych wód terytorialnych, a tym samym uzasadnić akcje floty ZSRR na wodach wewnętrznych Estonii. Charakter tych działań – m.in. ostrzeliwanie estońskich wysp, przeloty eskadr bojowych nad stolicą Estonii, wskazuje na to, że nie miały one związku ze zwalczaniem okrętów podwodnych, były natomiast obliczone na zaszantażowanie  i sterroryzowanie estońskiego rządu . Rząd estoński wystosował oficjalne oświadczenie w tej sprawie, podkreślając, że działania mające na celu rozbrojenie internowanego okrętu były w toku, ucieczka spotkała się ze zbrojnym przeciwdziałaniem, a osoby odpowiedzialne za dopuszczenie do ucieczki „Orła” zostały zdymisjonowane. Nie zmieniło to faktu, że wzmożona presja dyplomatyczna i militarna ZSRR na rząd estoński zmusiła ten ostatni do podpisania 28 września 1939 roku układu o wzajemnej pomocy z ZSRR, w myśl którego ZSRR mógł utrzymywać własne garnizony wojskowe na terytorium Estonii oraz korzystać z infrastruktury wojskowej tego państwa. Podobne układy narzucone zostały wkrótce potem Łotwie (5 października 1939) i Litwie (10 października) , co było wstępem do zaplanowanej całkowitej aneksji tych trzech krajów, do której ostatecznie doszło w 1940 roku .

#### Operacje na środkowym Bałtyku
Po ucieczce z Tallinna kapitan Grudziński zdecydował, że okręt będzie operował na Bałtyku do czasu wyczerpania zapasów paliwa, prowiantu oraz słodkiej wody, a następnie, zgodnie z rozkazem Dowództwa Floty z 14 września 1939 roku, skieruje się przez Cieśniny Duńskie do Anglii. Zadanie to było utrudnione, ponieważ załoga nie dysponowała mapami nawigacyjnymi, a działalność na płytkim akwenie obfitującym w wyspy i mielizny była niebezpieczna. Wieczorem 18 września, tuż po wynurzeniu Grudziński zawiadomił tekstem otwartym Dowództwo Floty o ucieczce z Tallinna oraz o braku map i szyfrów. Kmdr Mohuczy przekazał również tekstem otwartym na okręt odpowiedź o możliwości pobrania map i szyfrów, nie wskazał jednak miejsca, gdzie można to uczynić – licząc na intuicję kpt. Grudzińskiego, że jedynym miejscem, gdzie operacji takiej można dokonać jest Hel. Radiogram ten nie został jednak na okręcie odebrany. Odebrano natomiast radiogram z ORP „Ryś”, który zaoferował przekazanie własnych map i szyfrów w związku z tym, że w wyniku uszkodzeń kierować się musiał do Szwecji. Grudziński w obawie przed niemieckimi okrętami nie podał swojej pozycji i do spotkania z „Rysiem” nie doszło. O godz. 20 przed dziobem dostrzeżono trzy okręty wojenne. Dowódca obrał kurs północny wschód i omijając przeciwnika skierował okręt w kierunku Wysp Alandzkich.
Ponieważ prowadzenie dokładnej nawigacji bez map było bardzo utrudnione, postanowiono zdobyć je na pierwszym napotkanym statku. W międzyczasie na pokładzie znaleziono przeoczony przez Estończyków spis latarń. W odnalezionej książce znajdowały się informacje o charakterystyce i sektorach świecenia każdej latarni i pławy oraz ich współrzędne geograficzne. Na tej podstawie oficer nawigacyjny ppor. mar. Marian Mokrski wykonał odręczną mapę Bałtyku. Na arkuszu o wymiarach 90 × 50 cm sporządził siatkę mapy od długości 25°E do 6°E i szerokości od 60°N na północy do 54°N na południu i zaznaczył położenie latarń i pław, dzięki czemu można było zorientować się o położeniu linii brzegowej. Mapę stopniowo uzupełniano o własne obserwacje położenia lądu (np. skałę, na którą wpadł okręt podczas sterowania kursem północnym w celu zorientowania się w położeniu, oznaczono jako „Kamienny kres północnych szlaków”). Mapa objęła swym zasięgiem niemalże cały Bałtyk z wyłączeniem Zatoki Botnickiej oraz części Zatoki Fińskiej. Nazwano ją „Mapą Bałtyku nr 1”. W podobny sposób stworzono też mapę Cieśnin Duńskich.
Wieczorem 19 września na okręt dotarła wiadomość nadawana przez BBC o ucieczce okrętu z Tallinna oraz zamordowaniu estońskich wartowników. Kpt. Grudziński, aby obalić te doniesienia podjął decyzję o wysadzeniu Estończyków w jednym z neutralnych portów. Problem stanowił jednak brak map z wejściem do portów. Wobec tego zdecydował o wyokrętowaniu więźniów u wybrzeży Gotlandii. W nocy z 20 na 21 września okręt zbliżył się na odległość 2 Mm od wysepki Östergarnsholm, a obaj estońscy marynarze uprzednio wyposażeni w prowiant, butelkę alkoholu i pieniądze (po 50 dolarów na pokrycie kosztów powrotu do Estonii) oraz wręczony im list do dowódcy estońskiej marynarki, popłynęli do brzegu jedyną łodzią okrętową. Kpt. Grudziński pożegnał ich słowami:

Pamiętajcie, że z zaświatów nie wypada powracać gorszą klasą niż pierwsza.

 Po wyokrętowaniu Estończyków „Orzeł” skierował się na południowy zachód.
Po wydostaniu się „Orła” z Tallinna Niemcy wstrzymali żeglugę handlową i wzmocnili siły patrolowe. Obecność „Orła” na środkowym Bałtyku zmusiła Kriegsmarine do zaangażowania dużych sił w akcjach ZOP: oprócz lotnictwa przeznaczono w tym celu pięć flotylli poławiaczy min oraz zmobilizowane kutry rybackie, ponadto do Marinegruppenkommando Ost przydzielono dodatkowe ścigacze, które patrolować miały podejścia do cieśnin duńskich w celu zapobieżenia przedarcia się polskiego okrętu. Okręt przez kilka dni operował na wschód od Olandii, gdzie przy Ławicy Hoburg przez peryskop dostrzeżono niemiecki uzbrojony statek płynący do Lipawy. Grudziński przygotowywał się do ataku torpedowego, jednak podczas manewrowania jednostka weszła na mieliznę. Dowódca rozkazał zwiększyć obroty maszyn, ale to nie przyniosło oczekiwanego rezultatu, a dodatkowo krawędź wieży wyłoniła się na powierzchnię. Grudziński wydał rozkaz wywieszenia sygnału flagowego nakazującego zatrzymanie się niemieckiego statku. Jednostka zatrzymała się, ale zaczęła nadawać zaszyfrowane wiadomości, które przechwyciła radiostacja „Orła”. Niewiele potem od południa zauważono nadlatujący niemiecki wodnosamolot typu Heinkel. Po zauważeniu nieprzyjacielskiego samolotu „Orzeł” zszedł z mielizny i zanurzył się. Samolot zrzucił kilka bomb, które wybuchły na mieliźnie. W tym czasie niemiecki statek oddalił się na tyle daleko, że „Orzeł” nie mógł go już zaatakować. Okręt kontynuował rejs na południe, a przez kilka następnych dni patrolował wody między Gotlandią a wyspą Bornholm. Nie napotkał jednak żadnych statków, ani okrętów niemieckich. Z drugiej strony musiał unikać patrolujących samolotów i ścigaczy, zanurzając się na dużą głębokość lub kładąc się na dno morza. Podczas wynurzania się na głębokość peryskopową na okręcie dostrzeżono trzy niszczyciele. Do ataku nie doszło ze względu na dużą przewagę przeciwnika. Tym bardziej, że załoga „Orła” była już mocno przemęczona, a Świebocki, Oczkowski i Prządak chorowali. Na okręcie zaczęło również brakować słodkiej wody. Wyparownik służący do destylowania słonej wody mógł być używany tylko wówczas, gdy okręt płynął z prędkością 12 węzłów na silnikach diesla, co wobec konieczności oszczędzania paliwa nie było do zaakceptowania przez dowódcę. Przeglądu i napraw wymagał również sam okręt. W wyniku wyszczerbienia piór śrubowych zmniejszyła się szybkość, wadliwie działał też ster kierunkowy. Problemy te oraz zmniejszający się zapas ropy spowodowały, że kpt. Grudziński 7 października zdecydował się opuścić Bałtyk i skierował okręt na Kattegat, z zamiarem przejścia do Anglii.

#### Przejście do Wielkiej Brytanii

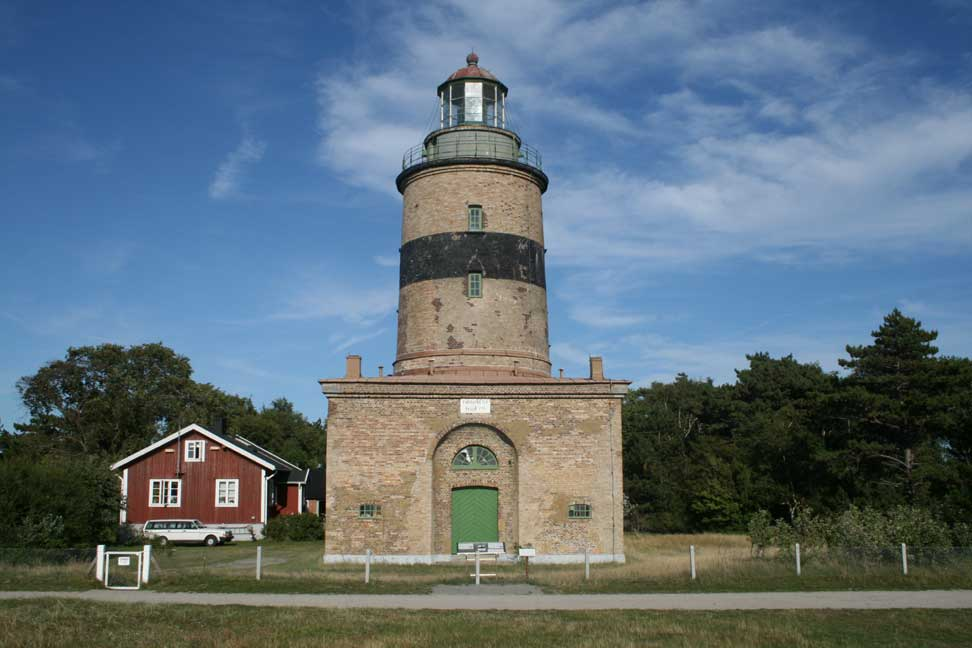
Latarnie morskie, takie jak latarnia morska Falsterbo na Bałtyku, są znakami nawigacyjnymi umożliwiającymi określenie pozycji obserwowanej w nawigacji terrestrycznej prowadzonej przez nawigatorów na statkach i okrętach. Nawigatorzy ORP „Orzeł” podczas ucieczki z Tallina bez map prowadzili nawigację terrestryczną na własnoręcznie sporządzonej mapie morskiej przez por. mar. Mariana Mokrskiego na podstawie posiadanego Spisu świateł i sygnałów nawigacyjnych.

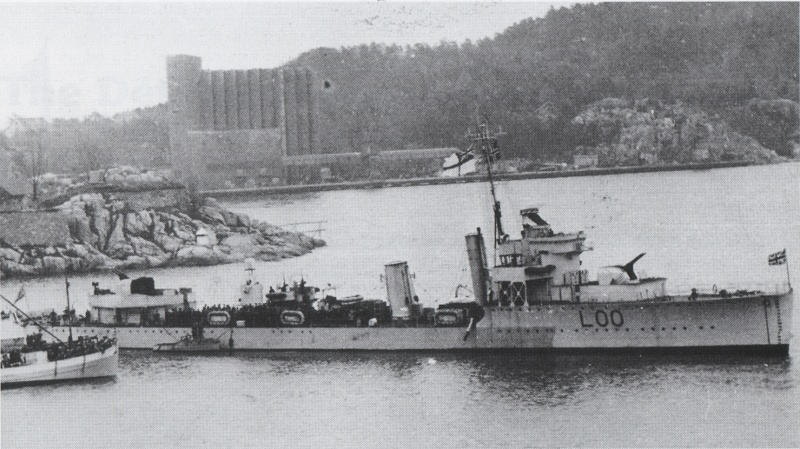
HMS Valorous (1917), który doprowadził „Orła” do bazy Rosyth

Dzień przed rejsem w stronę Sundu okręt spędził zanurzony w rejonie na zachód od Bornholmu u południowo-wschodnich wybrzeży Skanii. Na podstawie nowych map opracowanych przez ppor. Mokrskiego o godz. 21.00 w nocy z 7 na 8 października 1939 roku wypłynął w kierunku zachodnim po drodze mijając Ystad. Podczas przejścia napotkał patrolujące okręty niemieckie i szwedzkie, a jeden z nich oświetlił go reflektorem. Na patrolowcu nie dostrzeżono jednak okrętu podwodnego, a „Orzeł” zanurzył się. Następnego dnia o godz. 9.35 okręt wynurzył się i rozpoczął ładowanie baterii. Cały dzień spędził zanurzony na głębokości 28–30 metrów na południowy zachód od Trelleborga.
O godz. 19:45 okręt wynurzył się i obrał kurs na cieśninę Sund. Ppor. Mokrski zdecydował się na przejście zachodnim, głębszym kanałem Drogden między wyspami Amager i Saltholm. Wąskie, płytkie przejście „Orzeł” sforsował płynąc na powierzchni, z niemal całą załogą na pomoście i na platformie działa, z wywieszoną ręcznie wykonaną banderą Szwecji, a w przedziałach mechanizmów pomocniczych, centrali, diesli i silników elektrycznych została tylko niezbędna obsada. Było to podyktowane względami bezpieczeństwa: wykrycie okrętu w tym miejscu uniemożliwiało jednostce zanurzenie się i uniknięcie zatopienia. W czasie przejścia okręt wszedł na skały, ale dzięki manewrowaniu silnikami udało się z nich zejść. Po minięciu Drogden, na południowy wschód od wyspy Ven około północy okręt zanurzył się na głębokości 30 metrów i przeleżał na dnie do wieczora 9 października. W dalszą drogę wyruszył po godz. 20.00. Według bosmanmata Tomasza Prządki „Orzeł” płynął pół mili za statkiem handlowym płynącym kursem na północ.
Ostatni odcinek Sundu, podobnie zresztą jak poprzednie, przebyto w stanie pełnej gotowości do ewentualnego opuszczenia oraz zatopienia okrętu na wypadek wykrycia i zaatakowania go przez siły wroga. 10 października okręt był już na wodach Kattegatu. Duży ruch statków handlowych oraz okrętów wojennych spowodował, że Grudziński postanowił przeprowadzić patrol pomiędzy przylądkiem Kullen, a wyspą Anholt. Przez cały dzień nie napotkano jednak żadnego celu, a statki handlowe płynęły szwedzkimi wodami terytorialnymi. Rankiem następnego dnia okręt dotarł do przylądka Skagen i wpłynął na wody Skagerraku. Również i tutaj Grudziński licząc na napotkanie statków niemieckich przez całą dobę prowadził patrol. Złe warunki atmosferyczne w postaci silnego wiatru i wzburzonego morza utrudniały to zadanie. Okręt nie wykrył żadnego wrogiego statku, a dodatkowo w odległości 15 mil od latarniowca „Skaw” wszedł na pole minowe, z którego udało się wypłynąć. Podczas przejścia przez Sund okręt trzykrotnie wszedł na mieliznę, a wstrząsy spowodowane próbami uwolnienia się uszkodziły radiostację okrętową, przez co Grudziński nie mógł zawiadomić Brytyjczyków o ucieczce z Bałtyku. Przed południem 12 października „Orzeł” obrał kurs 253° na zachód i przez Morze Północne skierował się do punktu zbornego wyznaczonego przez Dowództwo Floty dla okrętów przedzierających się do Anglii – znajdował się on 30 Mm na wschód od Isle of May przy Firth of Forth, łączność z radiostacją w Rosyth miała być zawczasu nawiązana na częstotliwości 133 kHz. Przez cały ten czas panowała sztormowa pogoda. Był to trudny okres dla wyczerpanej sześciotygodniowym rejsem załogi. Okręt mógł wpłynąć na angielskie pole minowe lub zostać zatopiony przez sojusznicze okręty eskortowe. Rankiem 14 października „Orzeł” dotarł na wysokość Firth of Forth w Szkocji. Radiotelegrafiście udało się naprawić radiostację i o godz. 6.00 z okrętu nadano radiogram otwartym tekstem. Odebrała go brytyjska stacja brzegowa i przekazała dalej Royal Navy. O godzinie 11.00 w odległości 30 Mm od Isle of May „Orzeł” spotkał się ze specjalnie wysłanym w tym celu angielskim niszczycielem HMS „Valorous”, który doprowadził go do portu w Rosyth.

### Służba w Wielkiej Brytanii

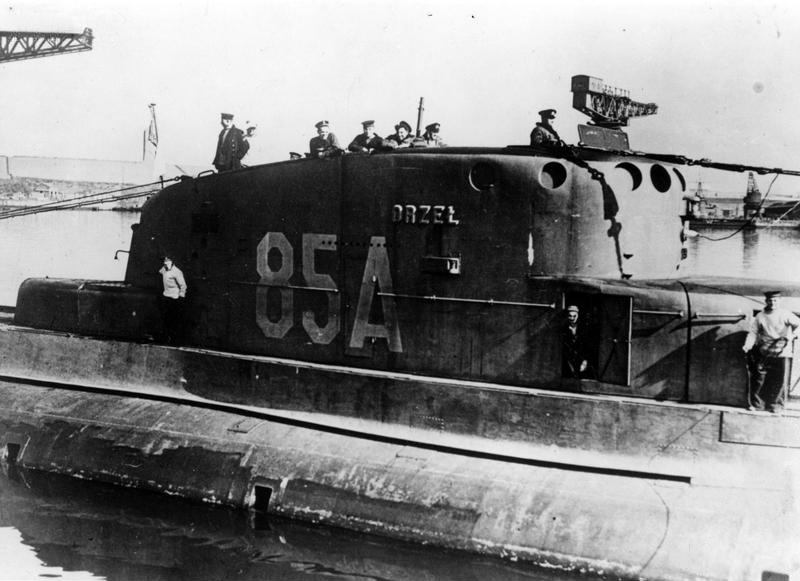
Po włączeniu w skład brytyjskiej 2. Flotylli Okrętów Podwodnych ORP „Orzeł” otrzymał numer burtowy „85A”

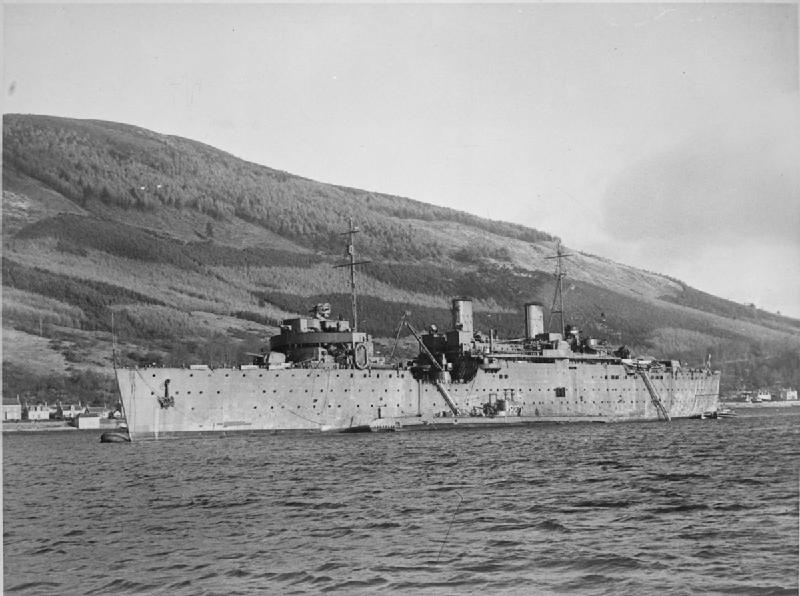
HMS „Forth” był okrętem-bazą dla brytyjskiej 2. Flotylli Okrętów Podwodnych, do której przydzielono „Orła”. W jego pomieszczeniach marynarze przechowywali swoje rzeczy osobiste i odpoczywali w przerwach pomiędzy misjami bojowymi.

Wraz z przybyciem do Wielkiej Brytanii wyłoniło się wiele problemów technicznych i organizacyjnych. Pogłębiały je nieznajomość języka angielskiego oraz braki w umundurowaniu wyjściowym. Okręt po krótkim pobycie w Rosyth został skierowany do stoczni Caledon Shipyard w Dundee, gdzie został zadokowany i poddany remontowi wraz z ORP „Wilk”. Okręt poza nieszczelnością w balastach i zbiornikach miał także uszkodzony kiosk i dziób. Ster pozbawiony był osłony, pióra śrub były wyszczerbione, uszkodzony był falszkil. Naprawy wymagało również uzbrojenie okrętu. W dziale okrętowym brakowało zamków wyjętych w czasie internowania w Tallinnie. Nowe trzeba było zamówić u producenta w Szwecji, gdyż w Anglii nie było tego typu dział i części do nich. Podobnie wyglądała sprawa z aparatami torpedowymi, które były przystosowane do angielskich torped typu „AB”, jednak były to torpedy produkowane wyłącznie na eksport, okręty Royal Navy używały torped typu Mark VIII. Udało się jednak sprowadzić z Francji dla okrętów podwodnych i niszczycieli 27 torped wz. 1924V, zamówionych jeszcze przed wojną.
W tym czasie załogi ORP „Orzeł”, jak i ORP „Wilk” wypoczywały korzystając z gościnności Zarządu Miejskiego w Dundee, który umożliwił im bezpłatne korzystanie ze środków komunikacji miejskiej, seansów filmowych, lodowiska i basenu pływackiego. W Dundee 16 listopada załogi obu okrętów odwiedził gen. Sikorski, odznaczając kpt. Grudzińskiego Krzyżem Virtuti Militari V klasy, a czterech oficerów i szesnastu podoficerów i marynarzy Krzyżem Walecznych. Nie jest wiadome dlaczego do odznaczenia nie została zgłoszona cała załoga okrętu, jak to miało miejsce w przypadku ORP „Wilk”, ale podczas uroczystości miał miejsce przykry incydent: oficerowie – mimo nakłaniania przez Naczelnego Wodza – odmówili podania ręki kadm Świrskiemu, który w ich opinii we wrześniu 1939 roku zostawił walczących w Polsce marynarzy i uciekł do Rumunii.
Remont zakończył się 1 grudnia 1939 roku. Po opuszczeniu doku remontowego okręt wraz z „Wilkiem” popłynął do bazy w Rosyth. Załogę okrętu uzupełniono o angielską grupę łącznikową. Byli to: oficer łącznikowy kmdr. ppor. D.A. Fraser, radiotelegrafista mat L.W. Jones oraz sygnalista mat W.F. Green. W Rosyth bazą polskich okrętów był okręt HMS „Forth”. Obie polskie jednostki weszły w skład Drugiej Flotylli Okrętów Podwodnych (Second Submarine Flotilla), dowodzonej przez kmdr. W.D. Stephensa. ORP „Orzeł” otrzymał namalowany na kiosku duży rozpoznawczy numer burtowy: 85A. 8 grudnia 1939 ujawniono publicznie fakt pobytu „Orła” i „Wilka” w Wielkiej Brytanii. Wkrótce po tym król Jerzy VI 11 grudnia 1939 nadał kapitanowi Grudzińskiemu odznaczenie Distinguished Service Order.

#### Patrole w oparciu o bazy brytyjskie

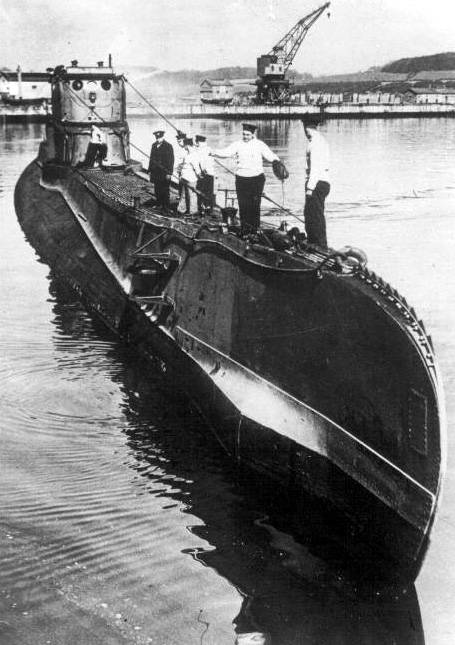
ORP „Orzeł” wkrótce po przybyciu do Wielkiej Brytanii

Przedłużający się pobyt w porcie negatywnie wpływał na morale załogi. Sytuacja zmieniła się po świętach Bożego Narodzenia. Okręt został przydzielony do konwojowania niewielkiego konwoju zdążającego do Bergen. „Orzeł” wyszedł z Rosyth 29 grudnia i około 15.45 dołączył do eskorty konwoju ON6, który składał się z czterech statków, a eskortę stanowiły cztery niszczyciele typu E. „Orzeł” rozwijający prędkość 19 węzłów na powierzchni z powodzeniem mógł pełnić nietypową dla okrętu podwodnego rolę eskortowca. W nocy dwa frachtowce zgubiły się, jednak zostały odnalezione przez eskortę i konwój bez przeszkód dotarł do celu 1 stycznia 1940 roku. Tego samego dnia „Orzeł” dołączył do eskorty sformowanego w Bergen konwoju HN6, w skład którego wchodziło 35 statków udających się do portów Szkocji. Burzliwa pogoda w trakcie rejsu spowodowała silne kołysanie okrętu, które było konsekwencją braku stępek przyobłowych, co wyczerpało fizycznie załogę. Konwój 4 stycznia zawinął do portu Methil na północ od Edynburga.
Na pierwszy samodzielny patrol (drugi rejs bojowy z baz brytyjskich) „Orzeł” wyszedł 18 stycznia w południe. Jego zadaniem było prowadzenie obserwacji wyjścia z norweskiego fiordu Skudenes. Z portu wyszedł w eskorcie dwóch brytyjskich niszczycieli i skierował się na wody norweskie. Do wyznaczonego sektora dopłynął na powierzchni 19 stycznia. W sektorze operacyjnym od wczesnych godzin rannych okręt prowadził patrol na głębokości peryskopowej, a wieczorem wynurzał się w celu naładowania akumulatorów. Sytuacja ta powtarzała się każdego dnia przez dwa tygodnie. 21 stycznia hydroakustyk okrętu usłyszał odgłosy 15 odległych wybuchów podwodnych. W trakcie patrolu z okrętu zaobserwowano trzy wodnosamoloty, najprawdopodobniej norweskie, oraz 21 statków handlowych, płynących przy brzegach Norwegii. Okręt nie napotkał żadnego celu, 27 stycznia zakończył patrol i wrócił do bazy.
29 stycznia nastąpiła zmiana oficera łącznikowego – pokład opuścił kmdr. ppor. Fraser, który objął okręt podwodny HMS „Oswald”, a w jego miejsce przybył kpt. mar. Keith d'Ombrain Nott. Na drugi patrol „Orzeł” wypłynął 10 lutego przed 18.00 i 12 lutego dotarł na wyznaczoną w rozkazie pozycję patrolowania o współrzędnych 57°15′N 06°30′E. W dniu następnym dwukrotnie na rozkaz zmieniał rejon patrolowania, tak by 15 lutego objąć dozór w sektorze E1, gdzie zaobserwował niezidentyfikowany statek handlowy. 17 lutego okręt przeszedł do Fossingfjordu – u wybrzeży norweskich zauważono sześć statków handlowych, z których trzy zidentyfikowano jako duńskie. Następnego dnia okręt powrócił do sektora E1. W trakcie patrolowania hydroakustycy usłyszeli kilkanaście odległych eksplozji, zaobserwowano też dwa samoloty, z których jeden rozpoznano jako niemieckiego Heinkla. 22 lutego patrolowanie zakończono, okręt powrócił do Rosyth 23 lutego.
26 lutego Drugą Flotyllę w Rosyth wizytował król Jerzy VI. Odwiedził on załogi obydwu polskich okrętów podwodnych.
Trzeci patrol „Orła” rozpoczął się 5 marca 1940 roku około godziny 19.30. Zadaniem było przechwycenie okrętu zaopatrzeniowego „Altmark” (który jednak już znajdował się wówczas w Kilonii). Od 7 do 10 marca „Orzeł” patrolował w sektorze E1; zaobserwowano tam liczne kutry rybackie i usłyszano 42 odległe podwodne eksplozje. 10 marca po godz. 20 okręt otrzymał rozkaz zbliżenia się do wybrzeży duńskich w celu przechwycenia niemieckiego statku „Helene Russ”. Wkrótce po północy z okrętu wykryto dwie niezidentyfikowane jednostki płynące razem, jednak ze względu na słabą widoczność i konieczność zejścia im z kursu, utracono z nimi kontakt (później ustalono, że prawdopodobnie był to poszukiwany frachtowiec w eskorcie niszczyciela). Godzinę później wykryto kolejny statek, z którym również utracono kontakt we mgle. O 9.06 wykryto kolejny statek, po czym wobec braku oznaczeń pozwalających na ustalenie przynależności, Grudziński rozkazał wynurzyć się i zażądał stawienia się na okręcie podwodnym oficera z książkami okrętowymi. Po przybiciu do burty „Orła” okazało się, że był to duński statek „Tomsk”, wiozący jaja i bekon z Danii do Anglii, w związku z tym został zwolniony. „Orzeł” powrócił do patrolowania sektora E1. 17 marca spotkał na trasie brytyjski okręt podwodny HMS „Trident”. Również pozostałe jednostki Flotylli nie odnotowały w tym czasie żadnych sukcesów. Wynikało to głównie z tego, że niemieckie statki handlowe pływały wzdłuż wybrzeży norweskich idąc do Narwiku i rzadko wpływały na pełne morze. 17 marca „Orzeł” wrócił do Rosyth.

#### Kampania norweska

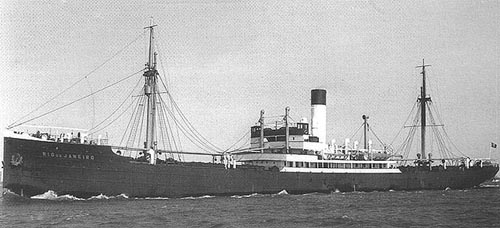
„Rio de Janeiro” w 1922 roku

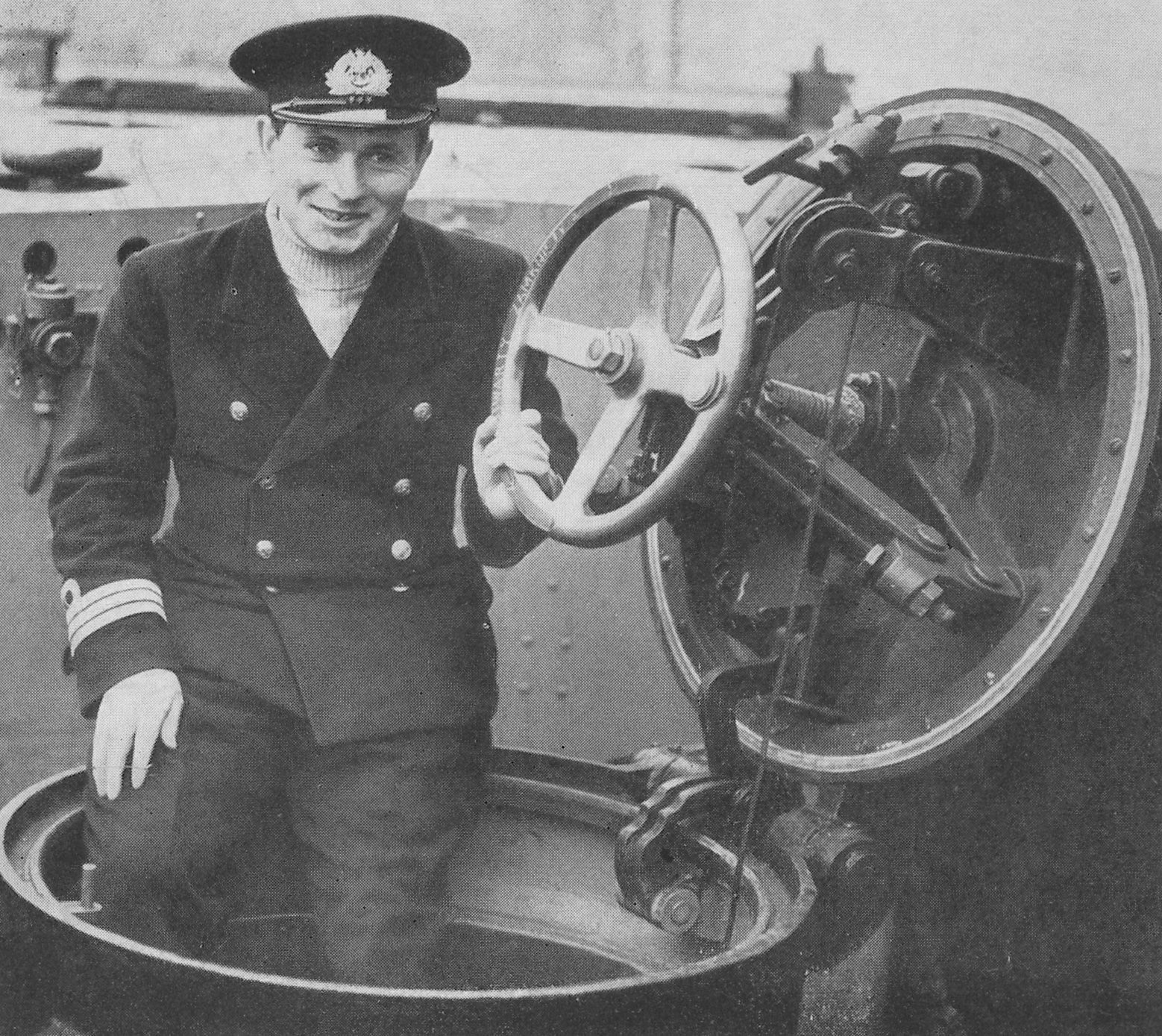
Kapitan marynarki Jan Grudziński – pod jego dowództwem ORP „Orzeł” uciekł z internowania, przedarł się do Wielkiej Brytanii i zatopił MS „Rio de Janeiro”

3 kwietnia „Orzeł” wypłynął na swój czwarty (według innej numeracji, piąty) patrol u wybrzeży Norwegii. W tym czasie jego uzbrojenie oprócz torped stanowiły nadal tylko dwa karabiny maszynowe Lewis, z powodu braku zamków do dział. Pierwsze trzy dni w drodze do wyznaczonego sektora przebył w wynurzeniu, sektor osiągnął 7 kwietnia. Zadaniem okrętu było zatrzymywanie i rewidowanie statków neutralnych, które opuszczały norweskie porty oraz wszystkich statków niemieckich płynących w tym rejonie. Patrolując akwen w rejonie Lillesand, 8 kwietnia około godziny 10.00 „Orzeł” wykrył statek płynący bez bandery, po czym w ciągu godziny zbliżył się do niego w zanurzeniu. Niedokładnie zamalowana nazwa statku („Rio de Janeiro”) i nazwa portu macierzystego (Hamburg) wskazywały, że jest to statek niemiecki. Statek ten w ramach operacji „Weserübung” – inwazji na Norwegię, przewoził 313 żołnierzy niemieckich i sprzęt wojskowy, przeznaczony do desantowania w Bergen. Po wstępnym rozpoznaniu „Orzeł” wynurzył się i flagami kodu sygnałowego nadał na statek polecenie zastopowanie maszyn i przybycie kapitana wraz z dokumentami. Jednak na „Rio de Janeiro” zwiększono prędkość, chcąc uciec na terytorialne wody Norwegii. „Orzeł” ruszył w pogoń i oddał dwie serie ostrzegawcze z karabinu maszynowego oraz wycelował armatę, w rezultacie czego statek zatrzymał się i przekazano z niego, że sygnał został zrozumiany. Ponieważ kapitan kontrolowanego statku zwlekał z przybyciem – spuszczono szalupę, która posuwała się opieszale, a jednocześnie na „Orle” przechwycono sygnał radiowy z wezwaniem pomocy nadany z „Rio de Janeiro”, kpt. Grudziński polecił przekazać na kontrolowany statek ostrzeżenie o torpedowaniu za 5 minut i polecenie natychmiastowego opuszczenia statku. Niemiecki dowódca nie zastosował się do niego. Dowódca „Orła” nakazał o 11.45 (według innych relacji, 12.05) odpalić torpedę, która trafiła statek w prawą burtę na śródokręciu. Po trafieniu załoga statku i przewożeni w ukryciu na jego pokładzie niemieccy żołnierze rozpoczęli ewakuację, jednocześnie z „Orła” zaobserwowano od strony norweskiego wybrzeża zbliżające się dwie jednostki nawodne i samoloty, w związku z czym okręt zanurzył się. Ponieważ obserwowany statek nie tonął, a ci, którzy opuścili statek, zaczęli na niego powracać, kpt. Grudziński zdecydował o dokonaniu ataku torpedowego w drugą burtę statku, okrążając go pod wodą. O godz. 13.15 wystrzelono kolejną torpedę z położenia podwodnego, po trafieniu której „Rio de Janeiro” przełamał się i w ciągu trzech minut zatonął. Zginęło 19 członków załogi oraz 164 przewożonych na pokładzie żołnierzy, utracono także cztery armaty przeciwlotnicze 105 mm, sześć armat 20 mm, 71 pojazdów, 73 konie oraz 292 tony zaopatrzenia. „Orzeł” poinformował o rezultacie swoich działań dowództwo flotylli w Rosyth. W oparciu o ten meldunek Admiralicja nadała tego dnia komunikat w radio:

Dziś w południe brytyjski okręt podwodny na patrolu storpedował i zatopił obok Lillesand na południowym wybrzeżu norweskim niemiecki statek zaopatrzeniowy „Rio de Janeiro” o 6800 tonach. „Rio de Janeiro”, liniowiec z Hamburga, miał na pokładzie około 400 żołnierzy i sprzęt wojenny. Większość żołnierzy zatonęła ze statkiem.

Sukces „Orła” polegał nie tylko na zatopieniu transportowca z wojskiem, ale przede wszystkim na zdemaskowaniu niemieckiego zamiaru ataku na Norwegię. Zarówno mundury żołnierzy – ofiar storpedowania, zaobserwowane przez załogę „Orła”, jak i zeznania niemieckich rozbitków, wyratowanych przez jednostki norweskie, świadczyły o tym, że operacja inwazyjna przeciwko Norwegii (desant zaplanowano na 9 kwietnia) jest w toku.
9 kwietnia około południa „Orzeł” wykrył w swoim sektorze trzy niemieckie patrolowce (uzbrojone trawlery). Następnego dnia wieczorem ponownie je napotkał, i po ich rozdzieleniu się, o 18.22 zaatakował jeden z nich z odległości ponad 200 m dwiema torpedami. Atak był jednak z nieznanych przyczyn nieskuteczny, gdyż torpedy nie trafiły (albo nie zadziałały ich zapalniki) i wybuchły dopiero po chwili. Polski okręt w obawie przed kontratakiem musiał zejść głębiej i nie mógł dobrze obserwować skutków ataku; z relacji wynika, że nie był jednak atakowany bombami głębinowymi. W starszych źródłach przypisywano „Orłowi” możliwe zatopienie jednostki, jednak powojenne analizy nie potwierdziły tego. Atakowany okręt zidentyfikowano później jako patrolowiec pomocniczy V 705 „Fritz Resler”.
Operując w wyznaczonym sektorze 12 kwietnia „Orzeł” znalazł się na kursie wrogiego konwoju, w którego skład najprawdopodobniej wchodził transportujący wojsko frachtowiec „Itauri” (6338 BRT) i statek-pułapka Schiff 35 albo Schiff 40, eskortowane przez dwa pomocnicze patrolowce. Dowódca „Orła” chciał zaatakować statki, lecz pozycja była nieodpowiednia do użycia dziobowych wyrzutni torped, a przednia obrotowa wyrzutnia uległa zacięciu. Podczas obrotu rufowej wyrzutni, zanurzony okręt podwodny został dostrzeżony i statek zmienił kurs, po czym od 12.10 do 14.30 „Orzeł” był nieskutecznie obrzucany 20 bombami lub bombami głębinowymi przez samoloty, a następnie 21 bombami głębinowymi przez okręty eskorty. Dopiero w nocy okręt mógł wypłynąć na powierzchnię i przystąpić do ładowania baterii. Następnego dnia jednak został wykryty i był do wieczora poszukiwany i czterokrotnie atakowany przez okręty niemieckie, łącznie 20 bombami głębinowymi. W nocy okręt wynurzył się i odebrał rozkaz zmiany sektora. O świcie 14 kwietnia „Orzeł” zmienił sektor, lecz ponownie został około 9.00 wykryty przez ścigacz torpedowy i przez cały dzień atakowany 50 bombami głębinowymi, z których połowa spadła blisko, zwiększając przecieki. 15 kwietnia okręt otrzymał rozkaz przejścia do sektora C9, znajdującego się w pobliżu Skagerraku. Tam również okręt był tropiony przez nieprzyjacielskie jednostki nawodne, które zrzucały bomby głębinowe, lecz w oddali. Doszło wówczas do niekontrolowanego wynurzenia, po czym w toku awaryjnego zanurzenia okręt zszedł na głębokość aż 96, a według innych informacji 105 metrów. Tuż po północy 16 kwietnia przyszedł rozkaz z poleceniem zakończenia patrolu i 18 kwietnia około południa „Orzeł” powrócił do bazy.
Na przedostatni, jak się później miało okazać, patrol „Orzeł” wypłynął 28 kwietnia. Po dwóch dniach okręt przybył do rejonu patrolowania, wyznaczonego przez rozkazy Admiralicji – było to w pobliżu wybrzeża norweskiego, na wysokości portu Stavanger. Stamtąd skierowany został w rejon Jæderens. W trakcie rejsu z okrętu wielokrotnie spostrzegano dryfujące miny morskie. 3 maja okręt otrzymał rozkaz przeprowadzenia rozpoznania w rejonie na północ od równoleżnika 59°N. Wykrył tam 4 maja grupę niemieckich trałowców, których zadaniem najwyraźniej było oczyszczanie akwenu z min. Tego dnia wieczorem okręt przeszedł, zgodnie z otrzymanym rozkazem, na pozycję 58°00′N 06°30′E. W trakcie patrolowania 6 maja dostrzeżono na brzegu wrak statku handlowego. 8 maja okręt otrzymał rozkaz przeprowadzenia rozpoznania na południe od dotychczasowego rejonu patrolowania – na wyznaczonej pozycji zaobserwowano dryfujące miny, obecność niemieckiego ścigacza, usłyszano niezidentyfikowane podwodne wybuchy. Wieczorem okręt otrzymał polecenie zakończenia patrolu. W drodze powrotnej „Orzeł” został zaskoczony we mgle przez samolot, rozpoznany jako niemiecki Dornier Do-16. Zbliżający się samolot odgoniono ogniem karabinów maszynowych, po czym okręt zanurzył się, unikając kolejnego nalotu. „Orzeł” powrócił do Rosyth 11 maja .

#### Ostatni patrol

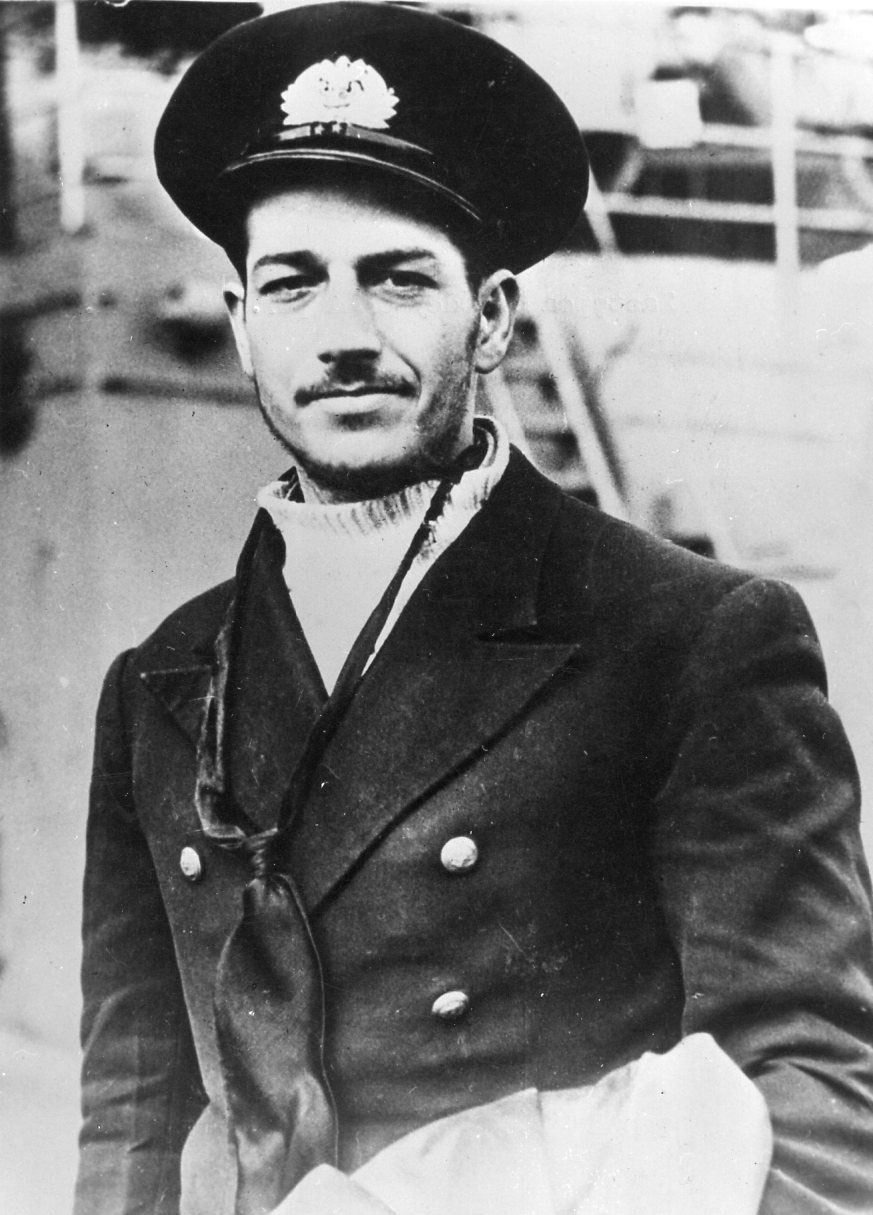
Por. Andrzej Piasecki, zastępca dowódcy

Na ostatni patrol na Morze Północne „Orzeł” wypłynął z Rosyth 23 maja 1940 roku o godz. 23.00. Zgodnie z rozkazem miał się udać do północnej części sektora „A3” (w centralnej części Morza Północnego, pomiędzy 55°10′N a 54°30′N i 03°30′E a 04°25′E), gdzie dotarł 24 maja. 1 czerwca o 15.06 rozkazem Admiralicji wyznaczono „Orłowi” nowy sektor – „A1” (pomiędzy 56°30′N a 55°45′N i 03°30′E a 04°25′E), zaś 2 czerwca o 10.02 po raz kolejny rozkazem Admiralicji zmieniono linię dozoru, który miał objąć polski okręt: tym razem były to rejony na północ od sektora „J” (3 czerwca) i „E1” (4 czerwca) – miał tam zastąpić HMS „Trident” . „Orzeł” nie potwierdził odbioru tych rozkazów, co jednak nie wzbudzało zaniepokojenia dowództwa, które uważało, że brak odpowiedzi wynika z chęci niezdradzania niemieckim stacjom namiarowym dyslokacji okrętu. 5 czerwca polecono „Orłowi” zakończyć patrol o godzinie 22.00 dnia 6 czerwca, okręt miał powrócić do Rosyth dwa dni później. Gdy nie pojawił się w przewidywanym terminie w bazie, i nie odpowiadał na polecenie podania swojej pozycji, z dniem 11 czerwca 1940 roku został przez KMW uznany za zaginiony . Komunikat wydany 11 czerwca 1940 roku stwierdzał:

Z powodu braku jakichkolwiek wiadomości i niepowrócenia z patrolu w określonym terminie – okręt podwodny Rzeczypospolitej Polskiej »Orzeł« uważać należy za stracony.

Następnego dnia Brytyjczycy wystosowali do KMW list, w którym pochwalili i wysoko ocenili wojenną działalność ORP „Orzeł”, oraz wyrazili swój żal z powodu zaginięcia jednostki. W podsumowaniu działalności „Orła” dowódca Floty Podwodnej RN stwierdził:

Dzielność i wydajność, które towarzyszyły „Orłowi” przy wykonywaniu jego służby, zasługują na najwyższą pochwałę, a rola, jaka przypadła okrętowi, była bardzo wartościowym udziałem w wysiłku wojennym sprzymierzonych.

Nie są znane dokładna data, miejsce i przyczyna zaginięcia „Orła”. Rozważano rozmaite hipotezy, próbujące wyjaśnić zaginięcie tego okrętu :
- wejście na minę morską na brytyjskim lub niemieckim polu minowym
- zbombardowanie przez niemiecki bombowiec
- omyłkowe (friendly fire) storpedowanie przez powracający z patrolu holenderski okręt podwodny
- omyłkowe zatopienie przez aliancki samolot patrolowy
- zatonięcie wskutek awarii lub błędu załogi podczas manewrów wynurzania/zanurzania
- zatopienie przez niemiecki patrolowiec.

Najszerzej dyskutowana (i najczęściej przyjmowana za wyjściową przez zespoły poszukujące wraku „Orła”) jest hipoteza o zatopieniu wskutek wpadnięcia na minę morską. Akwen Morza Północnego był w latach II wojny światowej obszarem, na którym prowadzono intensywną wojnę minową. Kriegsmarine, oprócz ofensywnych akcji zaminowywania rejonów brytyjskich portów, utworzyła rozbudowaną defensywną pozycję minową o nazwie „Westwall”, której celem była ochrona niemieckich portów i przybrzeżnych linii komunikacyjnych – po aneksji Danii i Norwegii pozycja ta była rozbudowywana. W ramach tej rozbudowy w końcu kwietnia 1940 roku postawiono zagrodę minową „17” (57°20′30″N 05°03′30″E – 57°38′30″N 04°54′E), a pomiędzy 17 i 20 maja dwie zagrody: „16a” (56°37′N 03°33′E – 56°51′N 03°24′30″E) i „16b” (56°54′N 03°42′E – 57°08′N 03°36′E) – łącznie 380 min kotwicznych i 1040 protektorów pól minowych. Zagrody te znajdowały się bezpośrednio na lub w niewielkiej odległości od wyznaczonej trasy „Orła”, który nie posiadał informacji o ich istnieniu, co zwiększało zagrożenie dla bezpieczeństwa okrętu. Ponadto w rejonach, które patrolował „Orzeł”, inne alianckie okręty meldowały o obecności licznych dryfujących min . W latach 60. wysunięto przypuszczenie, że „Orzeł” mógł wpaść na minę z brytyjskiego pola minowego, o postawieniu którego dowódca „Orła” nie został powiadomiony. W pobliżu rejonu patrolowania „A3” i w pobliżu tras przejścia „Orła” znajdowały się brytyjskie obronne zagrody minowe „L.D.1”, „L.D.2” i „LA” oraz „B.S.2”, o których jednak kpt. Grudziński zapewne był poinformowany . Z hipotezą o zatonięciu na niemieckim polu minowym łączy się informacje uzyskane z brytyjskich stacji podsłuchowych, które 25 maja 1940 roku zarejestrowały silny wybuch na 57° szerokości północnej i 3°40′ długości wschodniej, czyli w rejonie, gdzie mógł znajdować się polski okręt.
Wersja o zatopieniu ORP „Orzeł” przez holenderski okręt podwodny 25 maja 1940 roku około godziny 23.00 pochodzi od członka załogi „Orła”, mata Feliksa Prządaka, który nie wziął udziału w ostatnim patrolu . Weryfikacja hipotezy o pomyłkowym zatopieniu „Orła” przez okręt aliancki jest utrudniona w związku z tym, że po zakończeniu wojny Brytyjczycy utajnili dane o zatonięciu polskiego okrętu na 50 lat, a następnie przedłużyli moratorium w dostępie do tych danych o kolejne 50 lat. W ocenie niektórych marynistów hipoteza ta jest bardzo mało prawdopodobna.
Na podstawie dokumentu, jakim jest raport z patrolu brytyjskiego okrętu podwodnego HMS „Taku”, wiceadm. Max Horton, ówczesny dowódca Floty Podwodnej Wielkiej Brytanii stwierdził, że ORP „Orzeł” zaginął prawdopodobnie wskutek ataku lotnictwa niemieckiego dnia 1 czerwca (lub 29 maja) 1940 roku.
Członkowie projektu „Santi-odnaleźć Orła” koncentrowali się na weryfikacji hipotezy według której „Orła” zbombardował omyłkowo brytyjski samolot patrolowy Lockheed Hudson.

## Załoga
Etatową załogę okrętu stanowiło sześciu oficerów oraz 54 podoficerów i marynarzy. Oficerowie zajmowali stanowiska dowódcy okrętu, zastępcy dowódcy okrętu, nawigatora, oficera broni podwodnej oraz I i II mechanika. Ogólną liczbę podoficerów i marynarzy tworzyli bosman, trzech stersygnalistów, czterech artylerzystów, dziewięciu torpedystów, czterech radiotelegrafistów, dziewięciu elektryków okrętowych, osiemnastu motorzystów i drenażystów, trzech kucharzy-mesowych oraz sanitariusz i pisarz.
Zatonęli z okrętem:

- kmdr ppor. Jan Grudziński – dowódca
- kapitan mar. Andrzej Piasecki(inne języki)
- kapitan mar. Florian Roszak
- porucznik mar. Henryk Kamiński
- por. mar. Marian Mokrski
- por. mar. Jerzy Sosnowski
- chorąży mar. Wacław Foterek
- chorąży mar. Józef Stelmaszyk
- podchorąży Edmund Brocki
- st. bosman Henryk Kotecki
- st. bosman Władysław Narkiewicz
- bosman Józef Adamowicz
- bosman Jan Brzęczka
- bosman Wiktor Dąbrowski
- bosman Aleksander Kamecki
- bosman Julian Kozowy
- bosman Stanisław Mucha
- bosman Jan Piegza
- bosman Stanisław Samotus
- bosmanmat Paweł Giełdoń
- bosmanmat Wojciech Hetman
- bosmanmat Jan Kasprzak
- bosmanmat Edmund Leśniak
- bosmanmat Jan Olejnik
- bosmanmat Teofil Piechota
- bosmanmat Teodor Pokrywka
- bosmanmat Bronisław Prokudowicz
- bosmanmat Tomasz Prządka
- bosmanmat Julian Skarbek
- bosmanmat Zygmunt Sosnowski
- bosmanmat Wacław Szubert
- bosmanmat Ignacy Świebocki
- bosmanmat Jan Torbus
- mat Paweł Czopp
- mat Paweł Górny
- mat Wacław Halaczek
- mat Stefan Janaszak[178][ae]
- mat Józef Kapuściński
- mat Henryk Rebizant
- mat Zdzisław Wilwer
- st. marynarz Franciszek Chojecki
- st. marynarz Alojzy Gettka
- st. marynarz Henryk Grabowski
- st. marynarz Roman Hagno
- st. marynarz Wiesław Jakubowski
- st. marynarz Józef Jarmuż
- st. marynarz Roman Jasiński
- st. marynarz Józef Kłosowicz
- st. marynarz Emil Krystek
- st. marynarz Maksymilian Rudolf Kühn
- st. marynarz Kazimierz Mazurkiewicz
- st. marynarz Mariusz Mączarski
- st. marynarz Zdzisław Mońko
- st. marynarz Zygmunt Nowak
- st. marynarz Leonard Palowicz
- st. marynarz Jan Szal
- st. marynarz Piotr Jan Zydroń
- marynarz Zbigniew Kawa
- marynarz Józef Prociuk
- marynarz Stanisław Uliczny

Marynarze angielskiej grupy łącznikowej:
- lieutenant Keith D’Ombrain Nott – dowódca grupy
- petty-officer Walter Fordyce Green – podoficer sygnałowy
- petty-officer Leslie William Jones – podoficer telegrafista

Kpt. mar. Jan Grudziński i 27 innych członków ostatniej załogi „Orła” zostało pośmiertnie awansowanych o jeden stopień. Ponadto kpt. Grudziński został po zakończeniu wojny uhonorowany wpisaniem w poczet kawalerów Złotego Krzyża orderu Virtuti Militari (jako jedyny oficer polskiej Marynarki Wojennej). Krzyżem Walecznych odznaczono pośmiertnie członków angielskiej ekipy łącznikowej, wszyscy członkowie ostatniej załogi, z wyjątkiem sześciu marynarzy, którzy nie mieli wystarczająco długiego stażu, zostali pośmiertnie odznaczeni Medalem Morskim.
Członkowie załogi nieuczestniczący w ostatnim rejsie:
- komandor ppor. Henryk Kłoczkowski – internowany w Tallinnie[107]
- ppor. mar. Stanisław Pierzchlewski
- bosman Władysław Gwiaździński – zmarł 4 grudnia 1941 roku w szpitalu w Devonport
- bosmanmat Władysław Oczkowski
- bosmanmat Czesław Olesiński
- mat Marian Barwiński – internowany w Tallinnie[107]
- mat Alojzy Grewka
- mat Feliks Prządak
- st. marynarz Jan Krawczyński
- st. marynarz Antoni Szymczak
- st. marynarz Marian Szewczyk

Na „Orle” staż w okresie od 18 grudnia 1939 do 4 kwietnia (20 maja) 1940 roku odbywali kursanci Szkoły Podchorążych Marynarki Wojennej: mat. pchor. Kazimierz Grocholski, mat. pchor. Leopold Kawerniński, mat. pchor. Stanisław Olszowski, mat. pchor. Marek Ołdakowski, mat. pchor. Eryk Sopoćko.

## Poszukiwania wraku
Hipotezy co do przyczyny zatonięcia zweryfikować można odnajdując wrak lub na podstawie danych z wojennych archiwów brytyjskich. Poszukiwania okrętu prowadzone są od wielu lat. Prowadziły je zarówno okręty Marynarki Wojennej, jak i ekspedycje cywilne.
W roku 2006 okręt hydrograficzny MW ORP „Heweliusz” przeprowadził trałowania w rejonie wskazanym w raportach Admiralicji jako prawdopodobne miejsce zatonięcie „Orła” (57°00′N 03°40′E – część obszaru pola minowego „16b” i „16a”), jednak bez skutku. Rejon pól minowych „16b” i „16a” eksplorowała również w poszukiwaniu „Orła” ekspedycja „Orzeł BalexMetal”. W jej ramach 27 lipca 2008 roku z portu gdyńskiego wypłynął statek badawczy – katamaran RV IMOR z robotem do prac podwodnych i 16-osobową załogą, złożoną z polskich fachowców i członków Morskiej Agencji Poszukiwawczej. Poszukiwania, które trwały do 7 sierpnia 2008 roku, obejmowały obszar o wymiarach 20 na 20 Mm w okolicach cieśniny Skagerrak na Morzu Północnym. W trakcie ekspedycji przeszukano z wykorzystaniem sonaru, zdalnie sterowanego robota podwodnego i nurków obszar o powierzchni 866 km². Na pozycji zatonięcia ORP „Orzeł”, przyjętej w raportach Admiralicji Brytyjskiej (57°00′ N 03°40′ E, tj. w rejonie dawnych niemieckich pól minowych 16B i 16A), nie odnaleziono wraku polskiego okrętu podwodnego.
W lipcu 2010 roku ORP „Heweliusz” przeszukał na Morzu Północnym akwen około 250 km² w rejonie przypuszczalnego zaginięcia ORP „Orzeł”, lecz wraku zaginionego okrętu nie odnaleziono. Kolejną próbę odnalezienia wraku okrętu podjęto na przełomie roku 2012/2013. Pod koniec roku 2012 specjaliści z Biura Hydrograficznego Marynarki Wojennej razem z hydrografami brytyjskimi w ramach współpracy w obrębie NATO wyznaczyli na Morzu Północnym akweny, przez które mógł przepływać „Orzeł” w czasie swej ostatniej misji. Brytyjczycy udostępnili również własną bazę danych o lokalizacji wraków. Na tej podstawie wytypowano kilkanaście wraków do dokładniejszego sprawdzenia. W roku 2013 polski niszczyciel min ORP „Czajka” w czasie drogi powrotnej z Belfastu, gdzie pełnił służbę w zespole przeciwminowym NATO, dokonał, z wykorzystaniem robota podwodnego „Ukwiał”, wstępnych oględzin jednego z wraków, który został zidentyfikowany jako okręt podwodny. W celu weryfikacji tego odkrycia na Morze Północne wypłynął na początku czerwca 2013 roku okręt ratowniczy Marynarki Wojennej ORP „Lech” z misją rozpoznania wraku. Na pokład zabrał hydrografów i nurków. Wrak miał być sfilmowany, dokładnie zmierzony i poddany szczegółowym oględzinom. Analiza zebranych danych wykazała, iż nie jest to „Orzeł”. Wrak odkryty i zbadany podczas ekspedycji ORP „Lech” w czerwcu 2013 roku to brytyjski okręt podwodny klasy J – HMS „J6”, omyłkowo zatopiony 15 października 1918 roku wskutek bratobójczego ognia ze statku-pułapki, szkunera HMS „Cymric” na pozycji przybliżonej 54°59′N 1°00′E/54,983333 1,000000.
Poszukiwania wraku ORP „Orzeł” od 2014 roku prowadzi również inicjatywa zespołu nurków, historyków i hydrografów pod nazwą „Santi – odnaleźć »Orła«”. W dniach 30 maja – 5 czerwca 2014 roku w trakcie ekspedycji na Morzu Północnym zespół prowadził poszukiwania w rejonie patrolowania „A1”. Przeszukano obszar o promieniu około 15 Mm, sprawdzono 12 wraków, jednak wraku „Orła” nie odnaleziono.
W dniach 10–17 maja 2015 roku II ekspedycja grupy „Santi – odnaleźć »Orła«” przeszukała obszar około 150 km² w rejonie ataku samolotu RAF (3 czerwca 1940) na niezidentyfikowany okręt podwodny. Sprawdzono 8 wraków, w tym dwóch okrętów podwodnych, wraku „Orła” jednak nie odnaleziono.
W dniach 23 maja – 3 czerwca 2016 roku przeprowadzona została III ekspedycja grupy „Santi – odnaleźć »Orła«”, tym razem grupa eksplorowała obszar storpedowania przez U-Boota „obcej jednostki”. Wraku jednostki nie znaleziono.
W dniach 20 maja – 9 czerwca 2017 roku przeprowadzona została IV ekspedycja grupy „Santi – odnaleźć »Orła«”. Przeszukano 1090 km² wokół domniemanego ataku brytyjskiego samolotu. Wraku Orła nie znaleziono.
V ekspedycja grupy „Santi – odnaleźć »Orła«” planowana początkowo na koniec września 2018 została przesunięta na rok następny z powodu pogody. Poszukiwania obejmą obszar w rejonie położonym 100 mil od Szkocji i 200 mil od wybrzeży Danii i kontynuowane w ramach weryfikacji hipotezy tzw. „friendly fire”, według której 3 czerwca 1940 roku okręt padł ofiarą bratobójczego ataku lotnictwa brytyjskiego. Zarówno przedstawiciele Marynarki Wojennej, jak i członkowie projektu „Santi – odnaleźć »Orła«” deklarują, że poszukiwania prowadzone będą aż do odnalezienia wraku okrętu.

## Okręt w kulturze

### Pamiątki
Jedna z bander z „Orła”, która zachowała się wśród rzeczy kpt. mar. A. Piaseckiego (zastępcy dowódcy podczas ostatniego patrolu „Orła”), została przekazana przez jego żonę Wielkopolskiemu Muzeum Wojskowemu w Poznaniu jako depozyt do czasu zbudowania Muzeum Marynarki Wojennej w Gdyni . Oryginały map wykreślonych przez ppor. Mokrskiego po ucieczce z Tallinna przechowywane są w Instytucie Sikorskiego w Londynie.

### Upamiętnienie

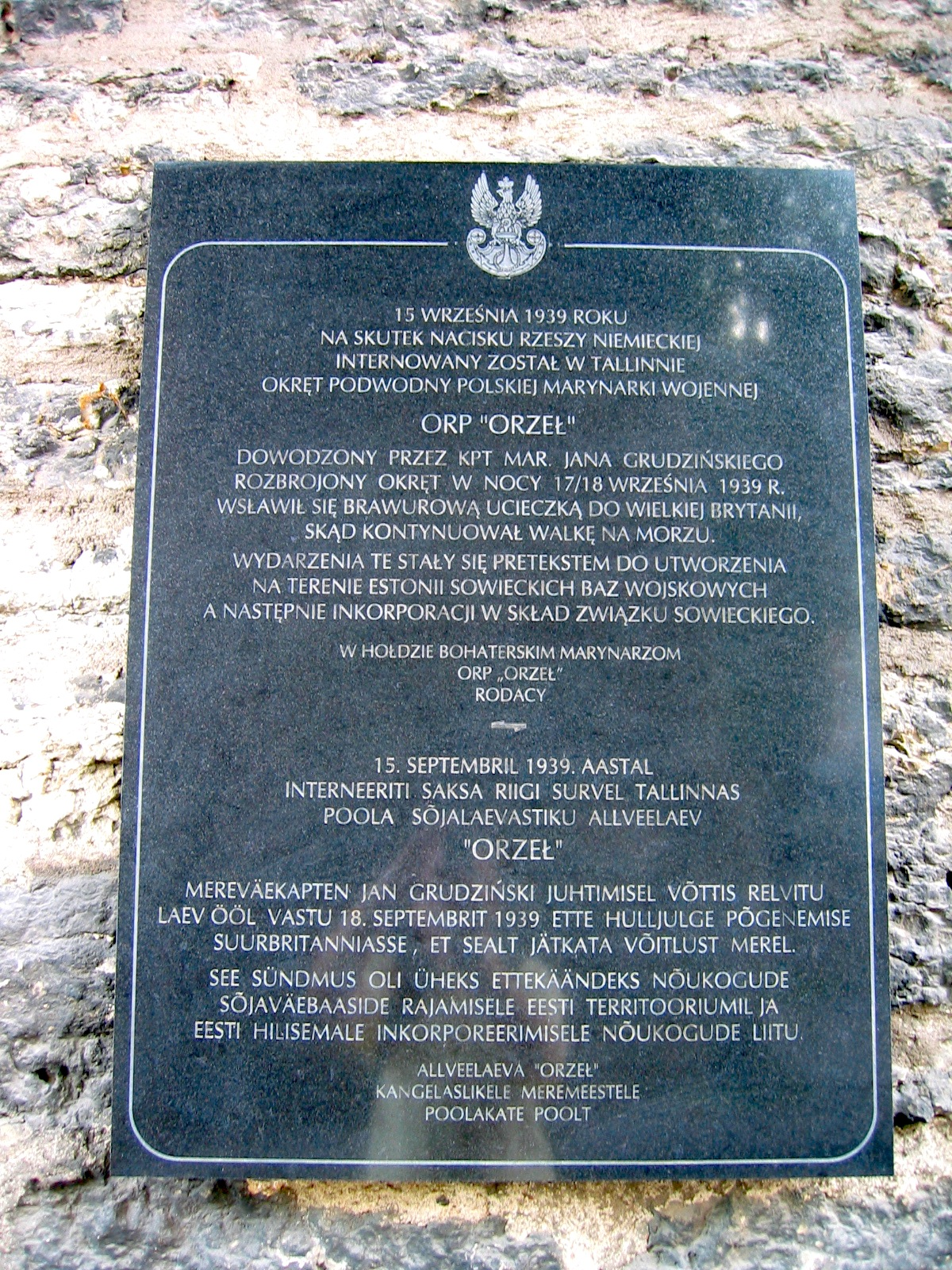
Tablica upamiętniająca internowanie i ucieczkę ORP „Orzeł” z Tallinna (eksponowana na ścianie Muzeum Morskiego w Tallinnie).

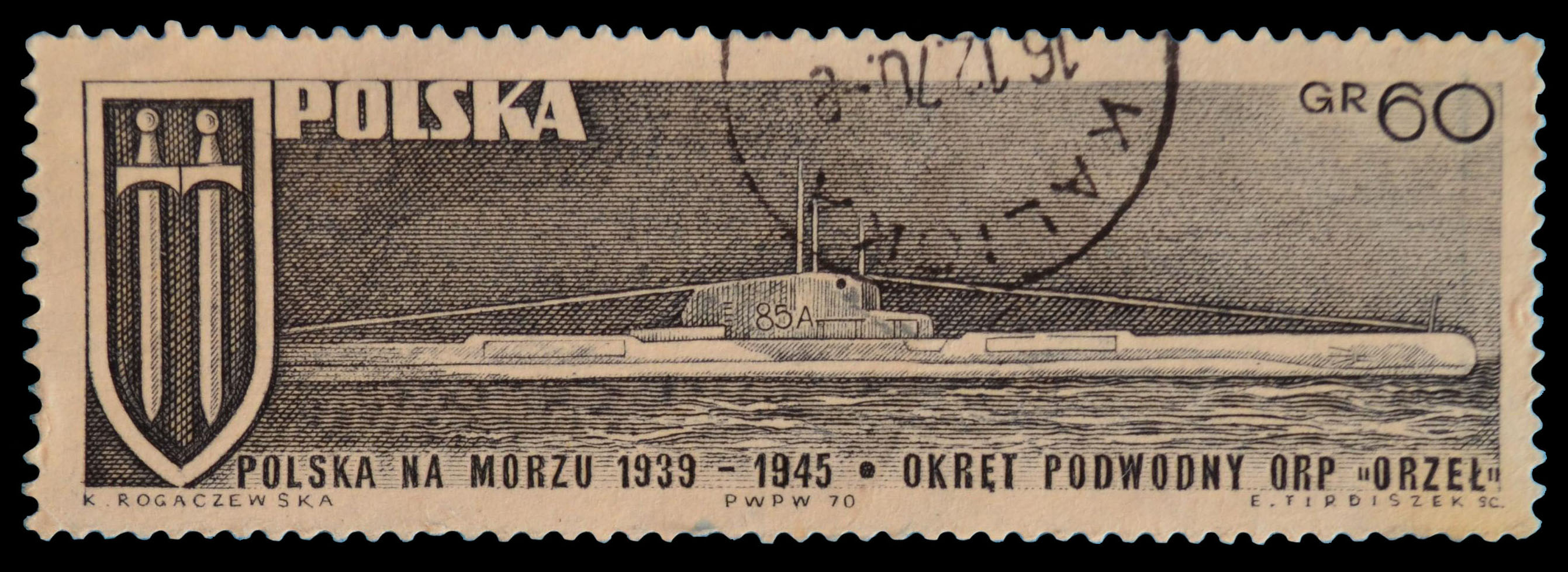
Znaczek pocztowy wydany w roku 1970 w serii „Polska na morzu 1939–1945”, przedstawiający sylwetkę ORP „Orzeł”.

Po zakończeniu II wojny światowej tradycja nazwy okrętu była kontynuowana przez nadawanie miana ORP „Orzeł” kolejnym okrętom podwodnym, wcielanym do polskiej marynarki wojennej. W 1956 roku nazwę tę nadano okrętowi podwodnemu projektu 613 – na jego kiosku umieszczono tablicę z listą nazwisk marynarzy zaginionych wraz z „Orłem”. Obecnie (2015 rok) w Marynarce Wojennej RP służy kolejny okręt podwodny noszący nazwę ORP „Orzeł” (291), typu Kilo (projekt 877E). Niepisaną tradycją powojennej polskiej Marynarki Wojennej jest oddawanie przez każdy okręt przepływający przez Morze Północne salutu (opuszczenie bandery do połowy masztu, zbiórka załogi, opuszczenie wieńca na wodę) dla uczczenia pamięci „Orła”. Ucieczkę „Orła” z Tallinna i jej reperkusje upamiętnia tablica wmurowana w ścianie Muzeum Morskiego w Tallinnie . Głaz z tabliczką, upamiętniającą zatopienie przez „Orła” statku „Rio de Janeiro” znajduje się w miejscowości Lillesand. Planowane jest wzniesienie pomnika poświęconemu „Orłowi” i jego załodze – ma on mieć formę dwóch podświetlonych szklanych płaszczyzn, na których wypisane będą nazwiska członków załogi oraz wizerunek okrętu. Pomnik ma być ustawiony przed Muzeum Marynarki Wojennej w Gdyni.
Związek stoczni holenderskich jeszcze w latach 50. publikował w zachodnich wydawnictwach marynistycznych reklamy ze zdjęciem „Orła” jako swojego reprezentatywnego wyrobu, opisanym jako słynny okręt podwodny (the famous submarine „Orzel”).
W 1958 powstał film wojenny Orzeł, przedstawiający losy załogi okrętu w reżyserii Leonarda Buczkowskiego, który miał premierę 7 lutego 1959 roku. Rolę okrętu pełnił jego bliźniak, ORP „Sęp”, w rolę zastępcy dowódcy wcielił się Wieńczysław Gliński. Dziesięć odcinków serii dokumentalnej Bogusława Wołoszańskiego „Sensacje XX wieku” poświęcone jest historii „Orła” i zagadce jego zatonięcia. W 2014 roku rozpoczęły się przygotowania do realizacji kolejnego filmu oraz 13-odcinkowego serialu, które mają być poświęcone temu okrętowi. Reżyserem ma być Jan Kidawa-Błoński, realizacja filmu ma zostać ukończona w 2017 roku.
Okrętowi i jego załodze poświęconych zostało kilka wierszy, napisanych m.in. przez Wiktora Budzyńskiego, Jalu Kurka, Jerzego Tumaniszwili, Kazimierza Podgórskiego . Oprócz licznych opracowań historycznych i wspomnieniowych, z których pierwszym było wydane w 1942 roku „Orzel’s Patrol – the Story of the Polish Submarine” autorstwa por. mar. E. Sopoćki, dzieje „Orła” przedstawiano także w postaci beletrystycznej – m.in. Stanisław Biskupski wykorzystał je jako kanwę do napisania książki dla młodzieży pod tytułem „ORP »Orzeł« zaginął”, czy nawet komiksowej.
W 2006 roku zespół muzyczny Cold Fusion wydał płytę zatytułowaną „ORP Orzeł”. Muzyka z tej płyty została wykorzystana jako ścieżka dźwiękowa w filmie dokumentalnym „Legend of the Orzel”, wyprodukowanym w Holandii i poświęconym historii jednostki.
„Orzeł” upamiętniony jest w nazwie Powiatowego Zespołu Szkół Nr 2 im. Bohaterskiej Załogi ORP „Orzeł”, znajdującego się w Wejherowie.
W trakcie wojny podobizna okrętu trafiła na znaczki pocztowe, wydawane przez pocztę polską w Wielkiej Brytanii: były to znaczki pt. „Polska Marynarka Wojenna w Wlk. Brytanii” o nominale 1,50 zł (staloryt; nr kat. Fischera: H338), wydane w 1941 roku w serii „Wojsko polskie w Wielkiej Brytanii” (dodruk miał miejsce w roku 1944, nominał zmieniono na 1,2 zł; nr kat. Fischera: T338). Po zakończeniu wojny okręt uwieczniono na znaczku pocztowym pt. „ORP Orzeł” o nominale 60 gr., wydanym w roku 1970 w serii „Polska na morzu 1939–1945” (staloryt wykonany w PWPW; nr kat. Fischera: 1883). W dniu 14 sierpnia 2012 roku Narodowy Bank Polski wprowadził do obiegu monetę z serii „Polskie Okręty”, upamiętniającą okręt podwodny „Orzeł”, o nominale 2 zł wykonaną ze stopu Nordic Gold.
Plany i kartonowe modele okrętu wielokrotnie pojawiały się w periodykach modelarskich (Małym Modelarzu, Planach Modelarskich oraz w Modelarstwie Okrętowym). Model okrętu znajduje się m.in. w Muzeum Marynarki Wojennej w Gdyni. W Parku Miniatur Latarni Morskich w Niechorzu znajduje się model okrętu, wykonany w skali 1:10.
W 2020 roku Instytut Pamięci Narodowej wydał grę planszową „ORP ORZEŁ”.